# Joëlle Morosoli
Joëlle Morosoli, née en 1951 à Strasbourg (France), est une artiste québécoise d'origine française et suisse. Son œuvre est constitué de sculptures sous forme d'installation ou intégrées à des édifices publics. La plupart de ses sculptures reposent sur une animation par le mouvement, grâce à des moyens mécaniques.

## Biographie
Née d'une mère française, Gisèle Talbot, et d'un père suisse d’origine italienne, Erwin Morosoli, Joëlle Morosoli immigre au Québec avec sa famille en 1961. Elle rencontre Rolf Morosoli, d'origine suisse et professeur-chercheur en biogénétique, qui, dès le début de leur relation, s'implique dans sa production artistique. Parallèlement à sa carrière de chercheur scientifique, il conçoit, en complicité avec l'artiste, l'aspect mécanique et technique de ses installations, sculptures, œuvres murales et intégrations à l'architecture.
Elle complète un baccalauréat spécialisé en arts plastiques à l'Université Laval à Québec, en 1975. En 1997, elle part s'installer à Paris où elle entreprend des études de doctorat à l'Université Paris-VIII sous la direction d'Edmond Couchot. Elle devient titulaire d'un doctorat en esthétique, sciences et technologies des arts avec une thèse sur L'installation en mouvement : une esthétique de la violence en 2002.
De retour au Québec, elle participe à de nombreuses expositions, collectives ou individuelles. Plusieurs de ses projets sont réalisés dans le cadre de la politique d'intégration des arts à l'architecture.
Joëlle Morosoli épouse Rolf à Montréal en 2004, où elle habite. Elle enseigne au Cégep de Saint-Laurent depuis 1998. Elle est la sœur de l'écrivaine Danièle Starenkyj.

## Démarche

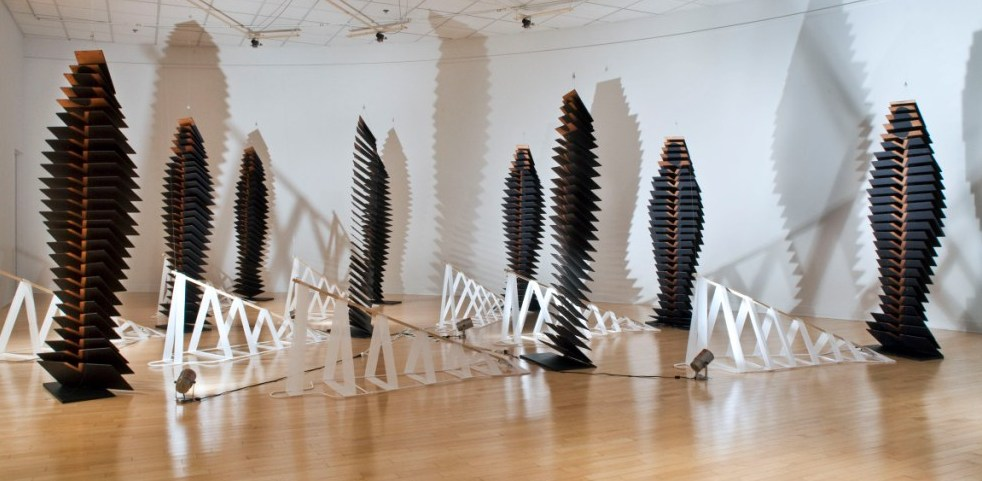
Installation Camaïeu d'ombres (2009)

Joëlle Morosoli introduit le mouvement, qui lui sert en quelque sorte de matériau, dès ses premières œuvres. À travers des mouvements cycliques et lents ou saccadés et arythmiques ainsi qu'avec l'exploitation de jeux d'ombres et de lumière, elle cherche à donner une forme au mouvement et à provoquer une émotion. Le spectateur est convié à déambuler dans ses installations en conjuguant ses déplacements avec ceux de l'œuvre. La transformation constante des sculptures activées par des moteurs électriques modifie la perception de l'espace et de l'œuvre elle-même. Le mouvement oblige ainsi le spectateur à prendre position par rapport à l'œuvre et à l'espace, tout en adaptant ses déplacements à ceux de l'installation.
Par rapport aux sculptures cinétiques, comme les mobiles, où le mouvement est provoqué par une source le plus souvent naturelle, comme l'eau ou le vent, chez Morosoli chaque sculpture ou élément d'une installation est équipé d'un petit moteur qui génère un mouvement rythmique régulier, souvent à peine perceptible. Ces mouvements révèlent soudain une couleur ou une forme nouvelle. Ils réorganisent même quelquefois l'œuvre en entier. Le spectateur qui peut circuler librement dans les installations est témoin de ces métamorphoses. La lenteur des mouvements crée également un état de tension, de découverte et d'attente.
Son travail d'intégration à l'architecture évoque les formes et les mouvements de la nature. Par l'amplitude des déplacements et des mouvements, par les modifications de formes et de couleur qui en résultent, Morosoli parvient à traduire une gamme d'émotions sous-tendues par le rythme.	

## Principales réalisations
Joëlle Morosoli a présenté plus d’une trentaine d'expositions solos au Québec et au Canada. Elle a également été invitée à des expositions collectives d'importance comme au Centre Georges-Pompidou à Paris et à la Chartreuse de Villeneuve-lès-Avignon. En 2002, elle est choisie pour représenter le Québec à l'événement ArtCanal dans le cadre de l'Exposition nationale suisse de 2002.
Elle compte à son actif plus d'une vingtaine d'œuvres publiques, notamment au Palais des Congrès à Gatineau, au Centre Mère-Enfant à Québec et au Centre d'hébergement Roland-Leclerc à Trois-Rivières.
En 2025, La Maison des arts de Laval présente l'exposition Joëlle Morosoli. Ouvrir une brèche

## Autres activités
Joëlle Morosoli est également écrivaine. Elle a remporté le 2e Prix Robert-Cliche pour son roman Le sablier de l'angoisse en 1986. Elle a également publié Le ressac des ombres en 1988 et un recueil de poèmes Traînée rouge dans un soleil de lait en 1984.
Elle est cofondatrice de la revue Espace pour laquelle elle sera rédactrice et directrice adjointe de 1987 à 1997. Elle enseigne les arts plastiques au Cégep de Saint-Laurent où elle coordonne le département d'arts plastiques et d'histoire de l'art.

## Galerie installations

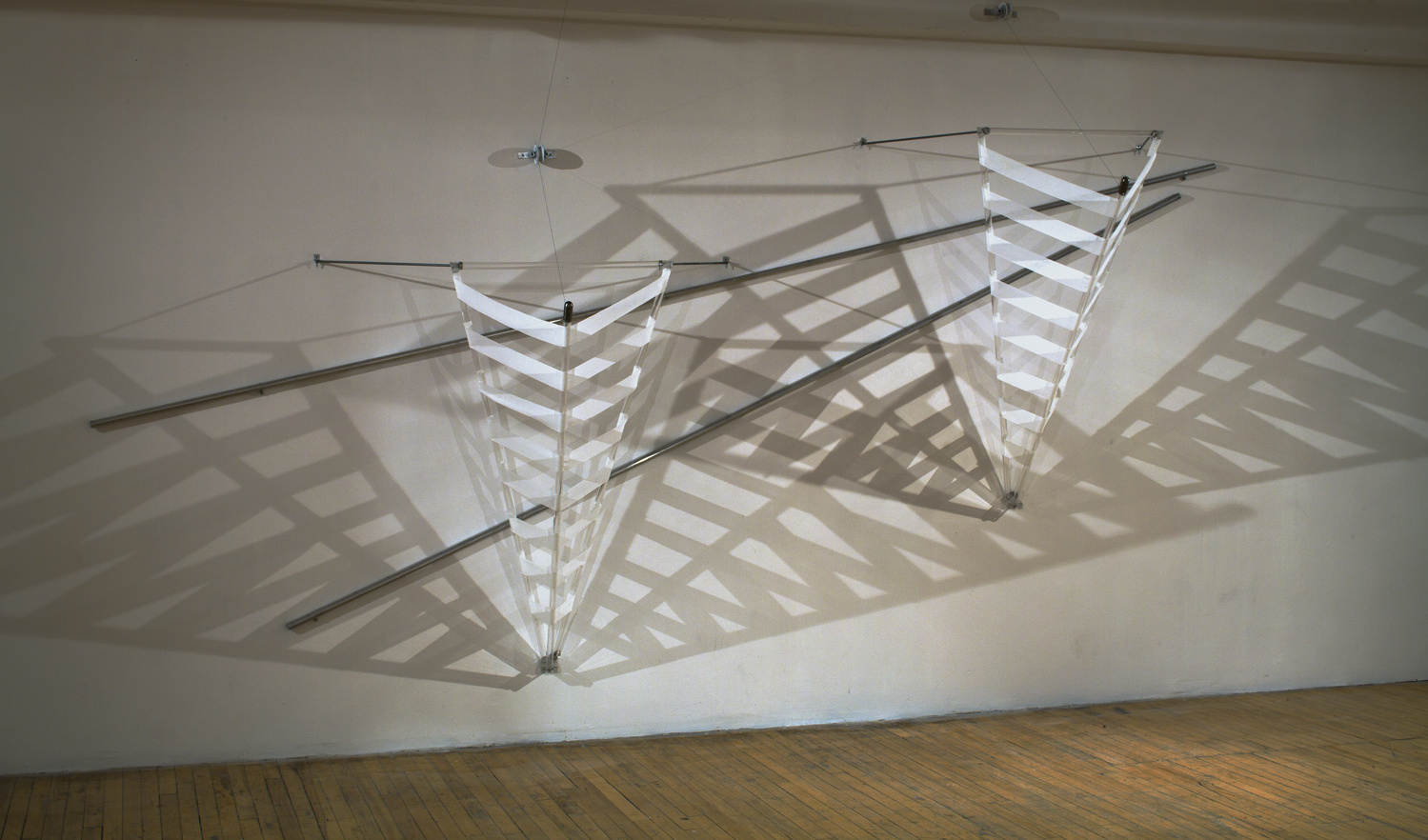
Ombres sous tension, Circa, Montréal, 2011
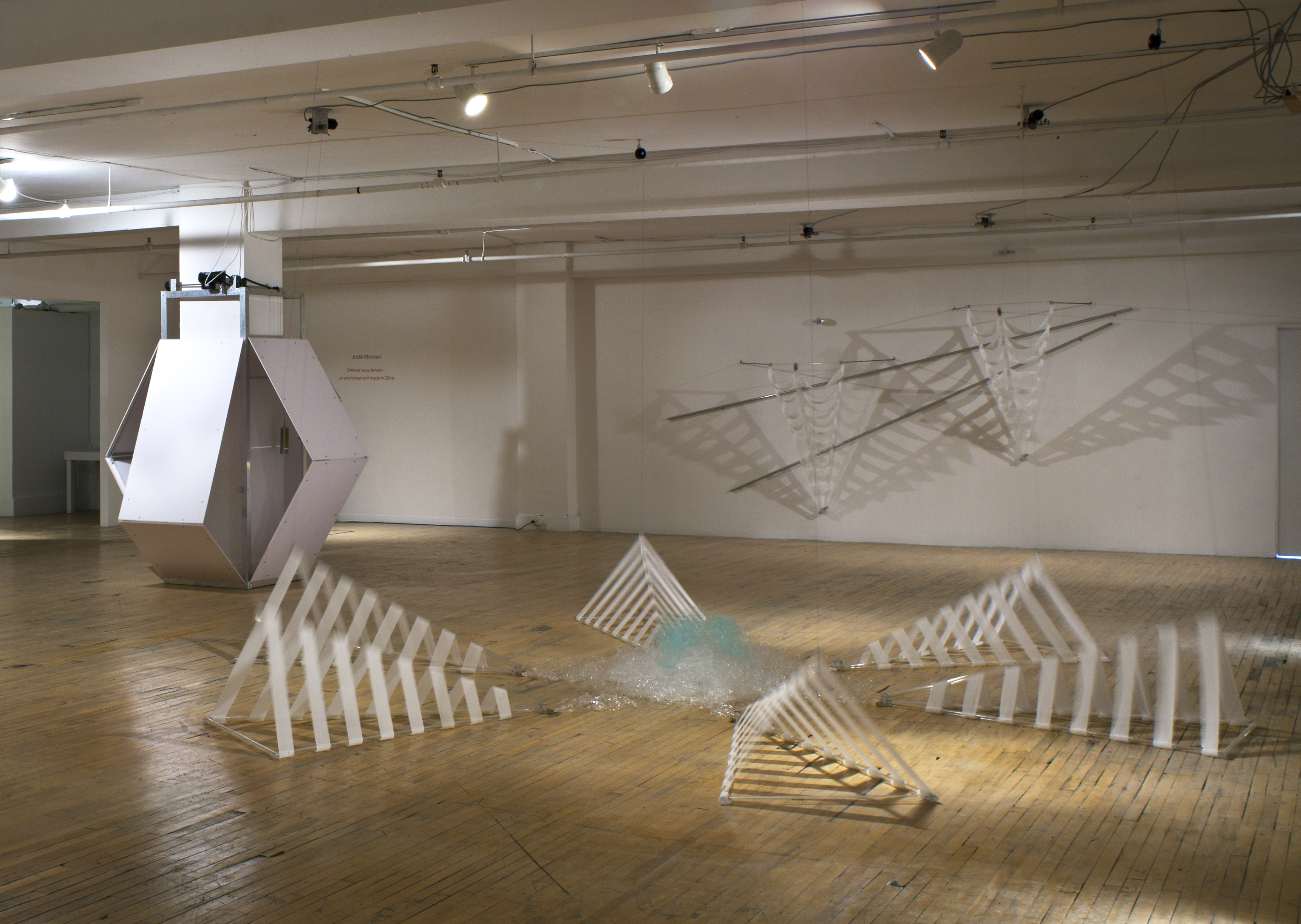
Ombres sous tension, Circa, Montréal, 2011
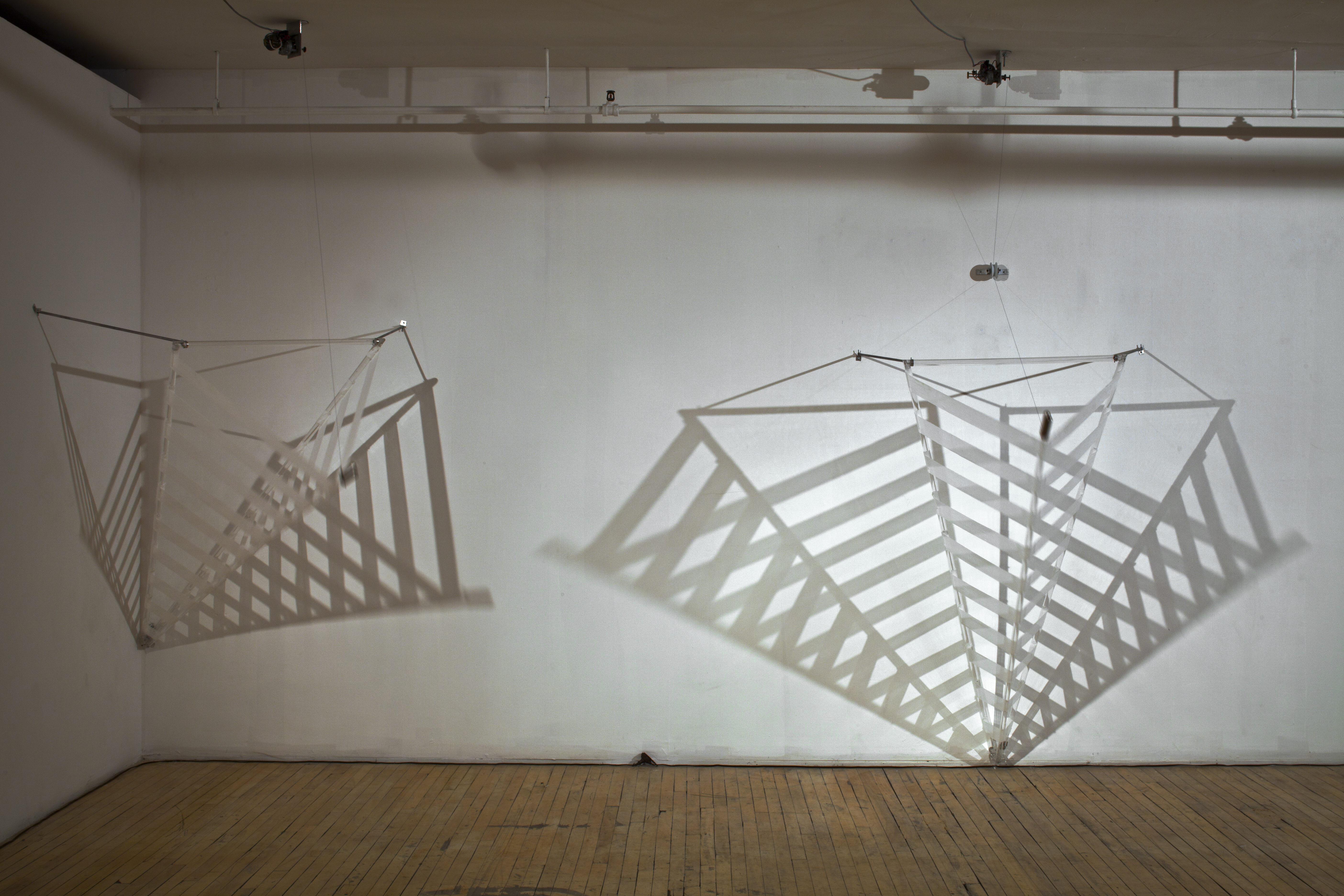
Ombres sous tension, Circa, Montréal, 2011
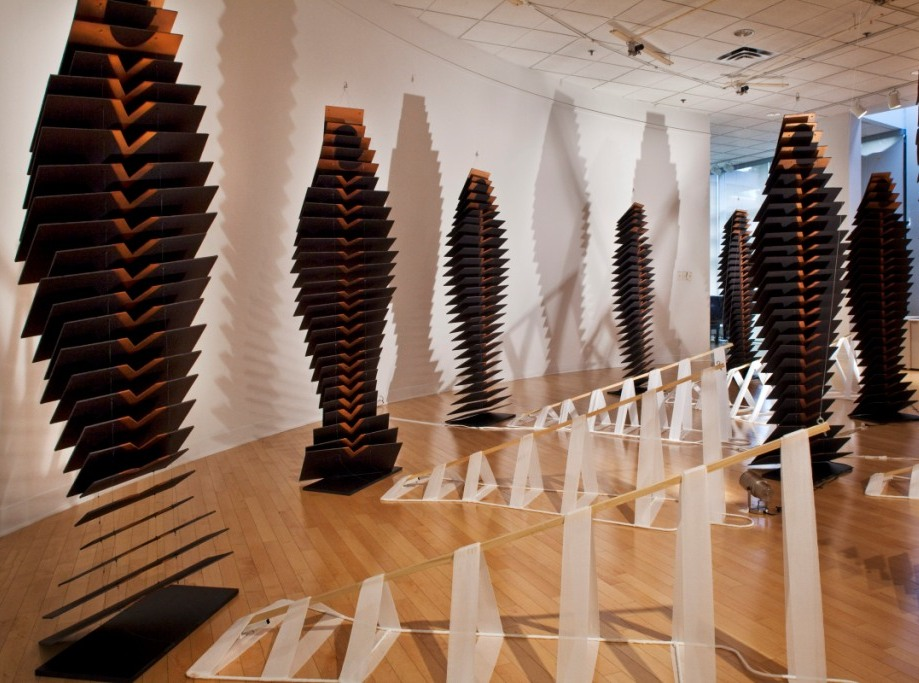
Camaïeu d'ombres, Galerie d'art d'Outremont, Montréal, 2009
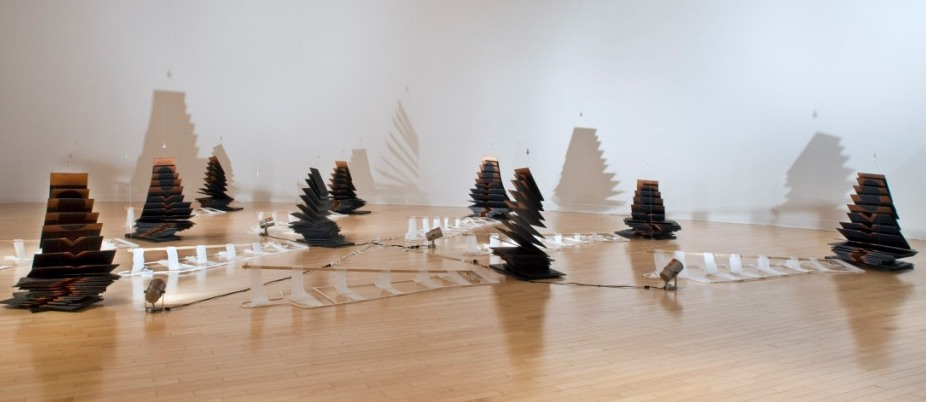
Camaïeu d'ombres, Galerie d'art d'Outremont, Montréal, 2009
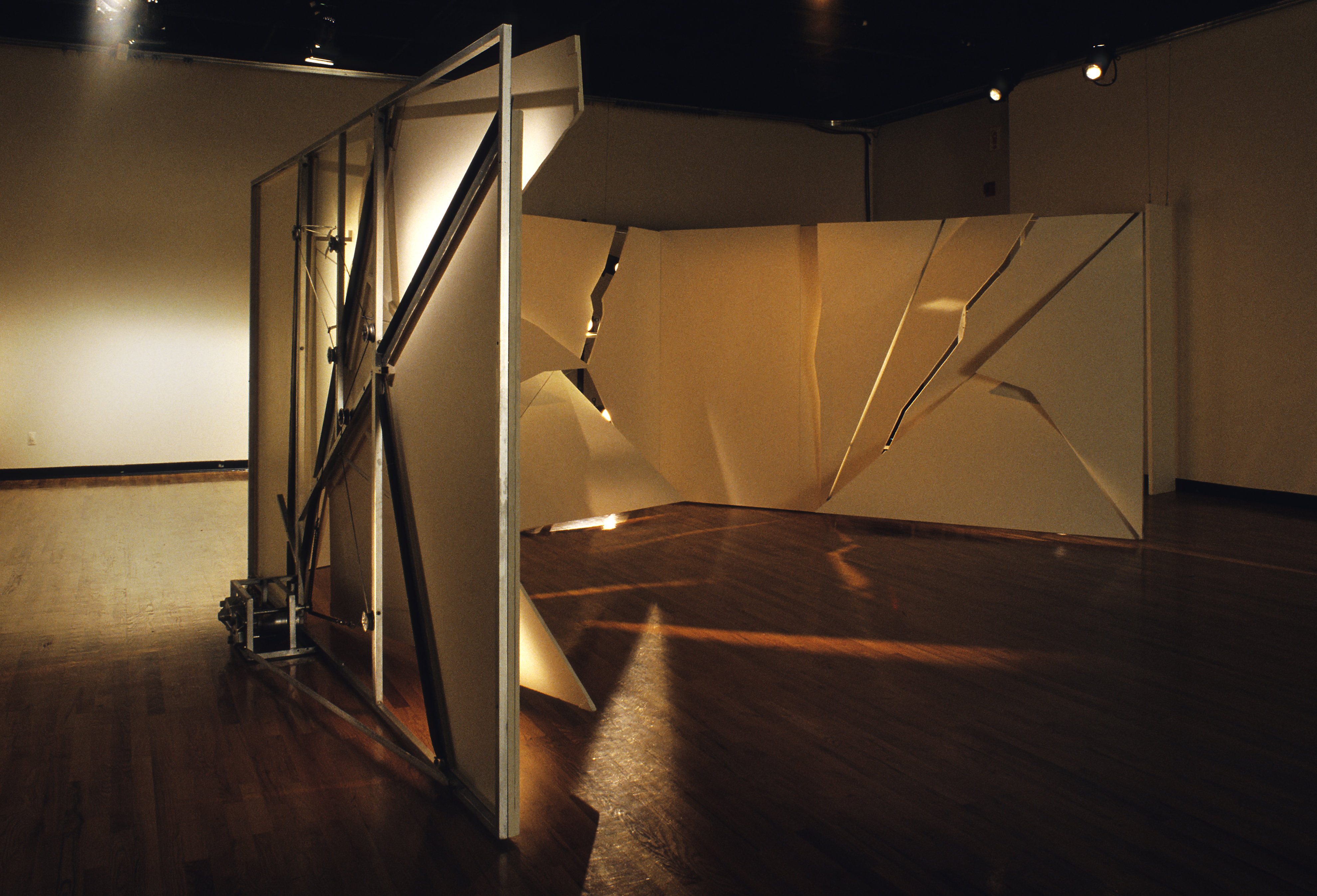
Lézardes, Musée d'art contemporain des Laurentides, Saint-Jérôme, 2002
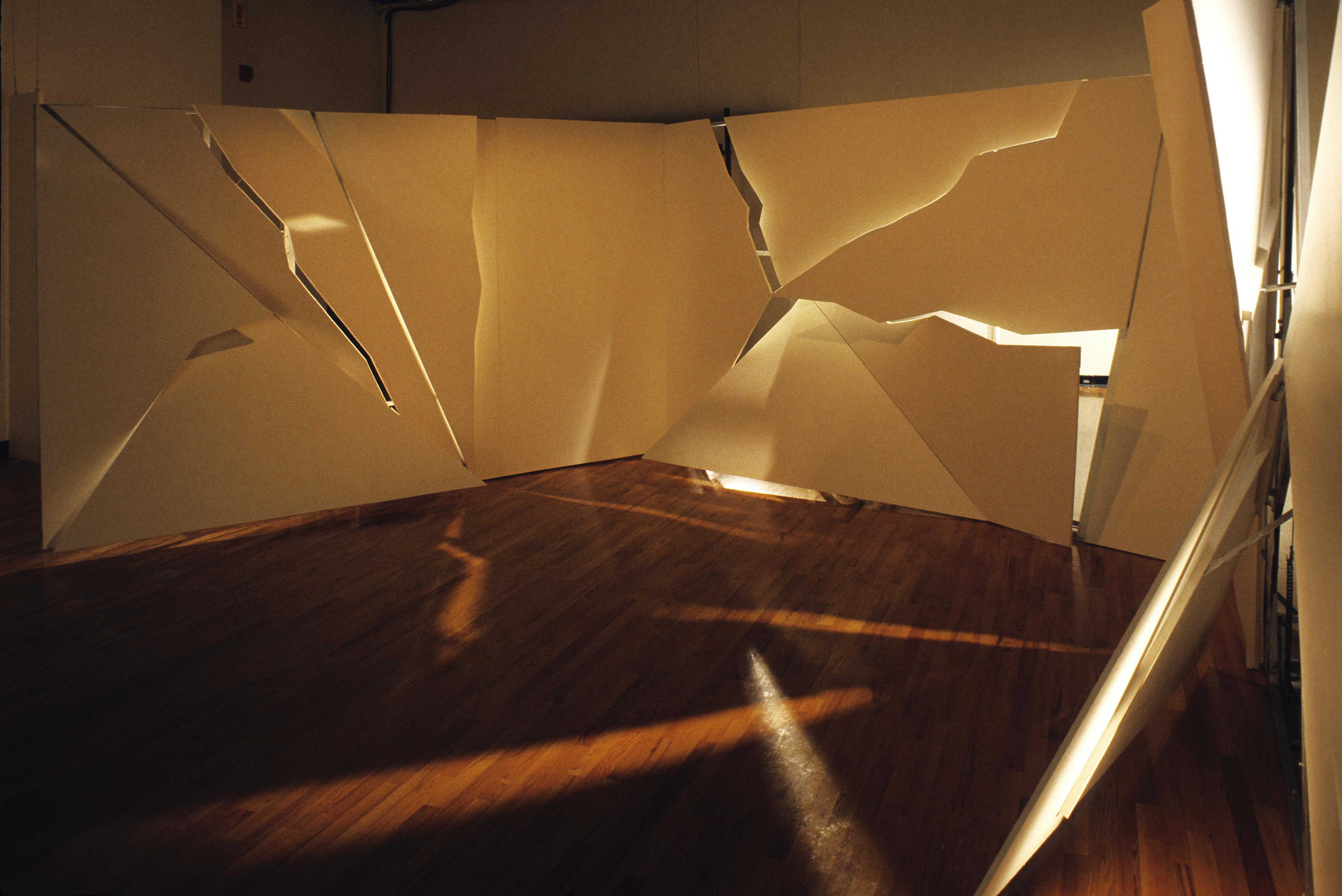
Lézardes, Musée d'art contemporain des Laurentides, Saint-Jérôme, 2002
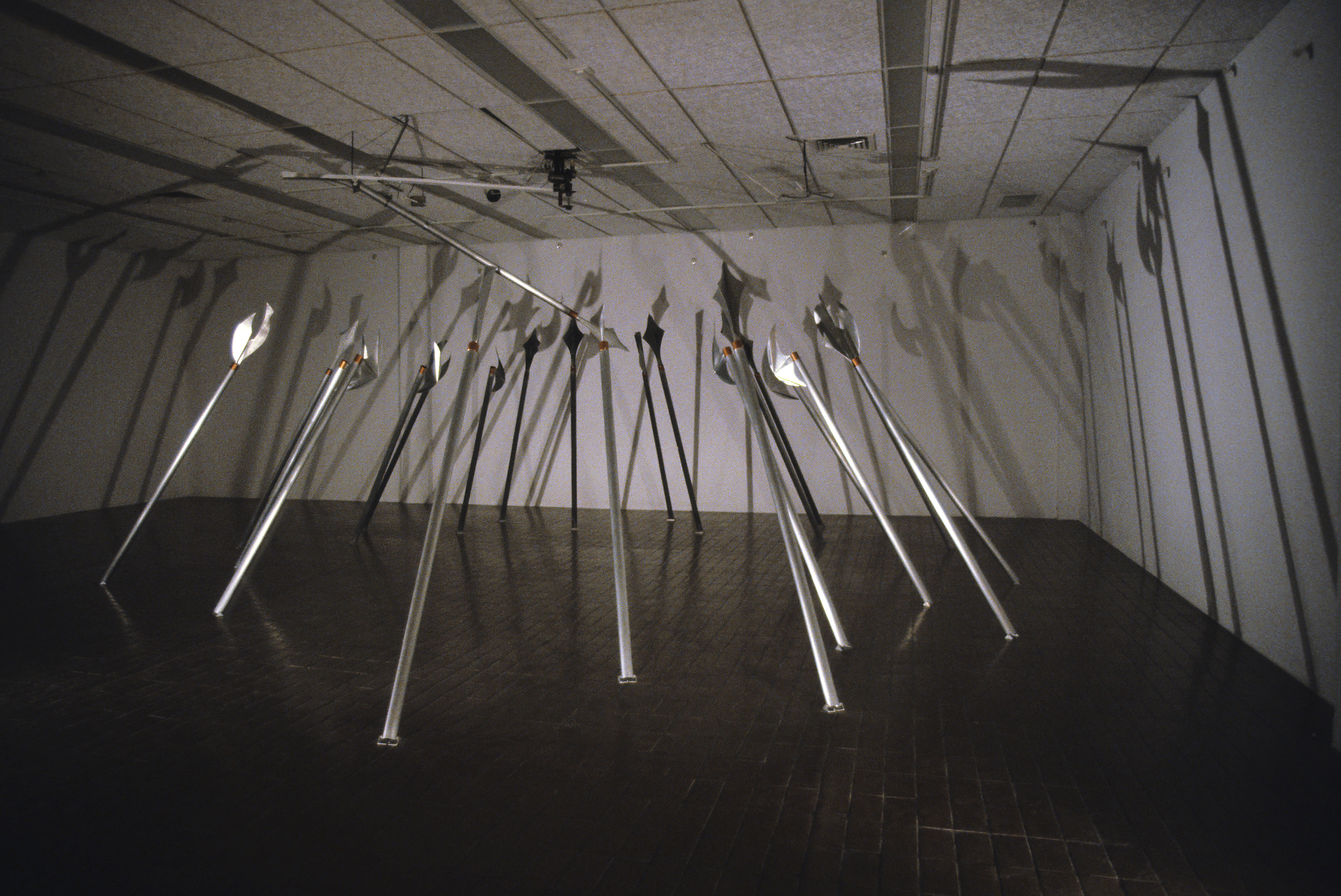
Violence virtuelle, The New Gallery, Calgary, 1999
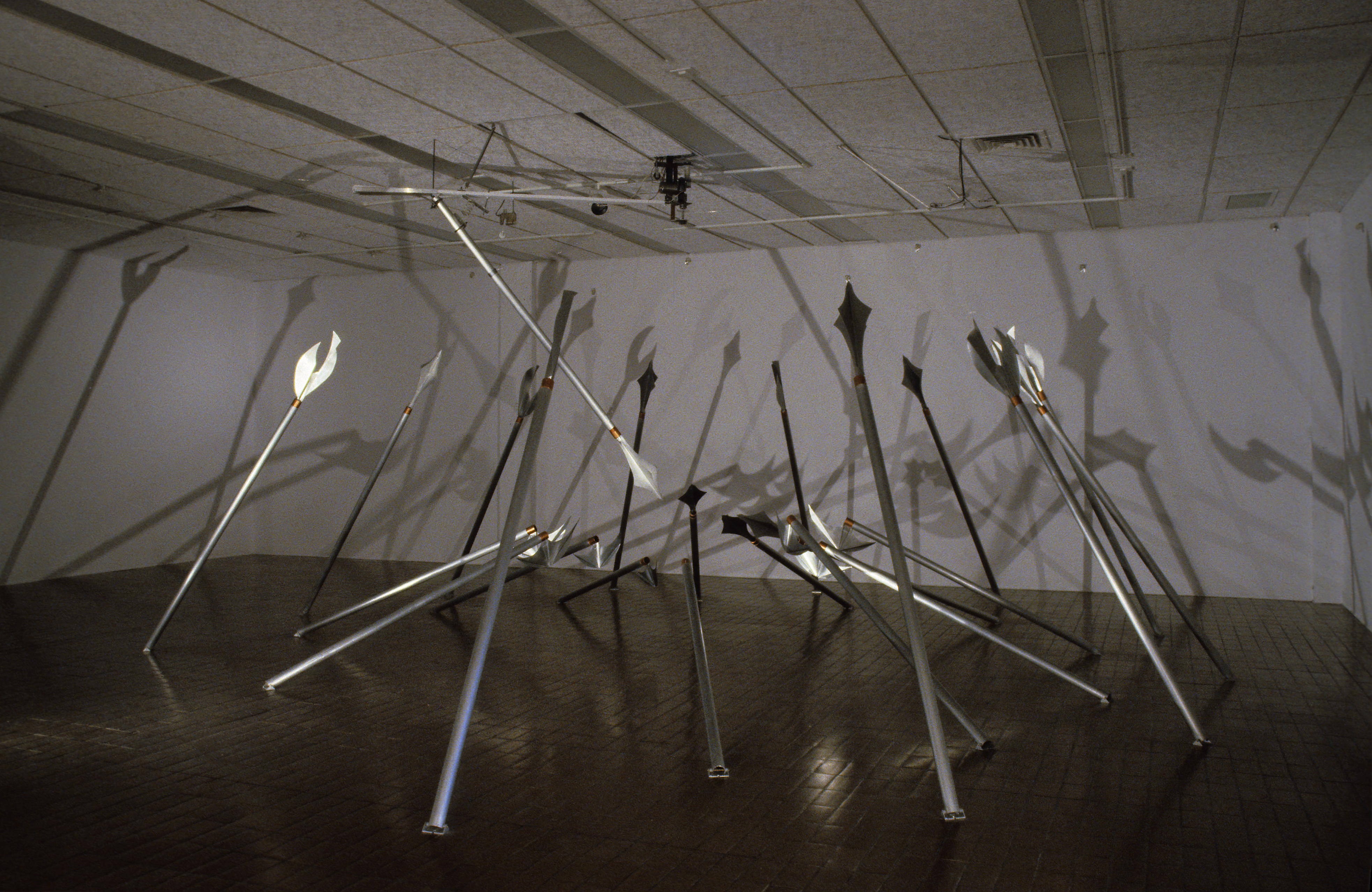
Violence virtuelle, The New Gallery, Calgary, 1999
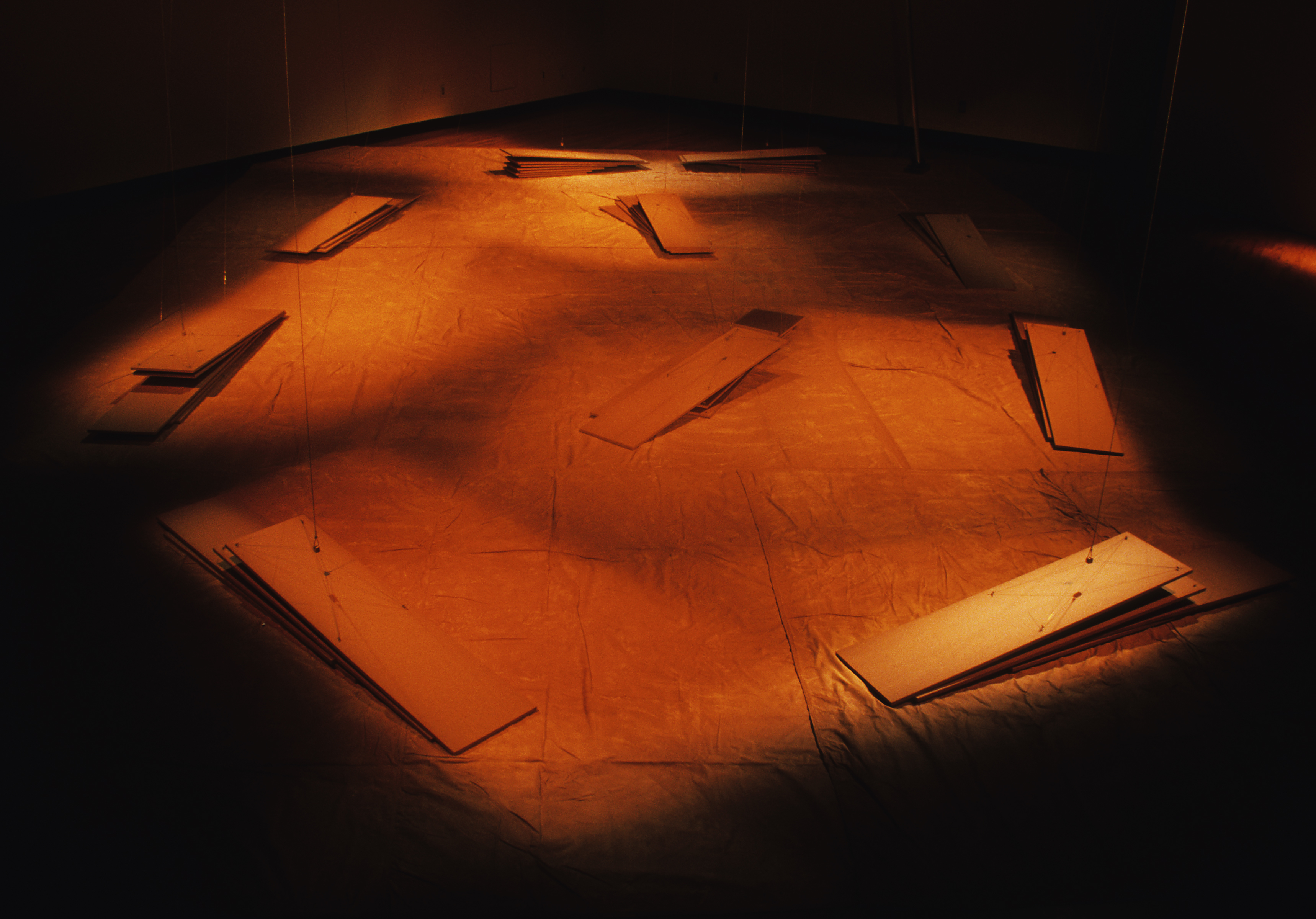
Cité engloutie, A SPACE Gallery, Toronto, 1995
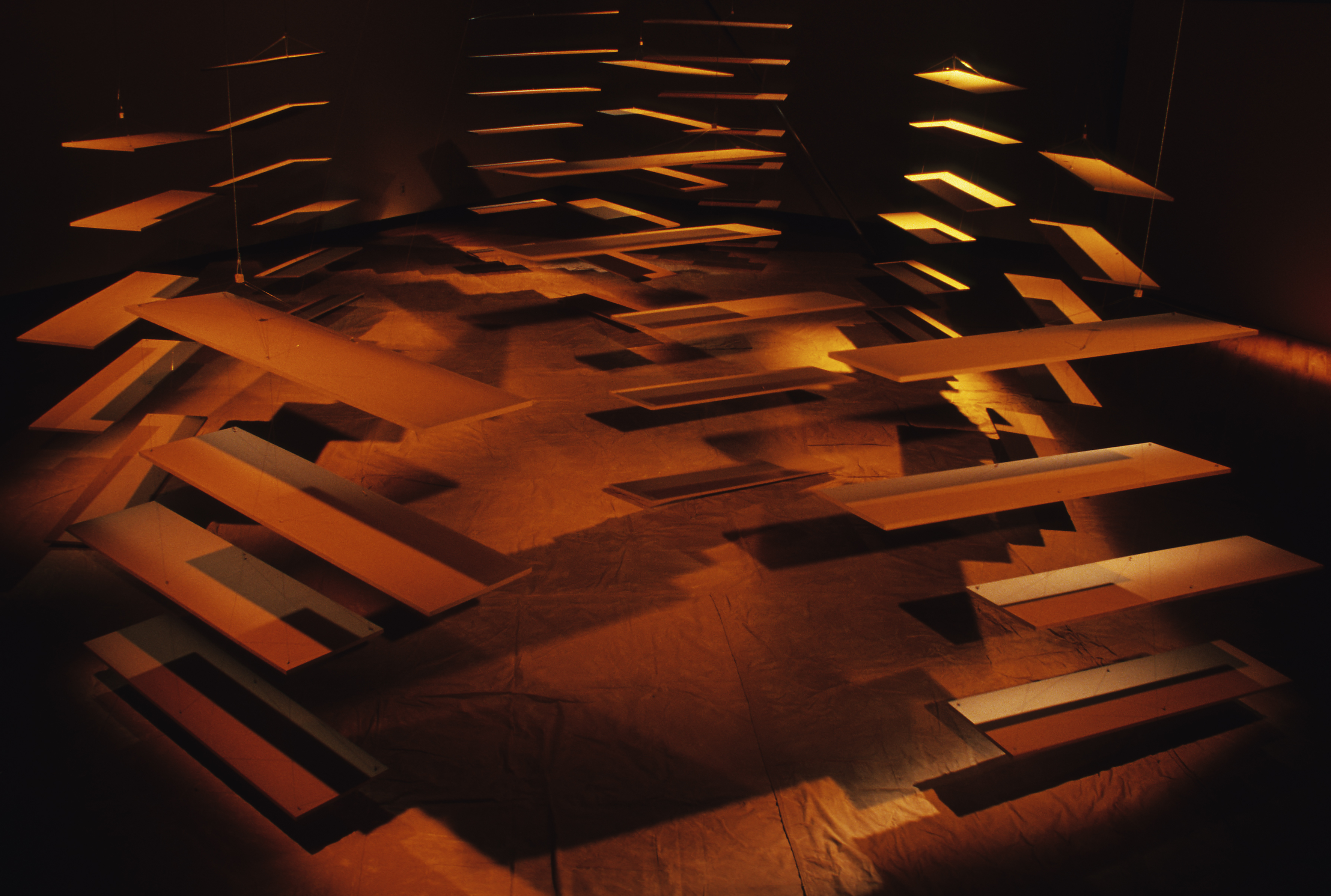
Cité engloutie, A SPACE Gallery, Toronto, 1995
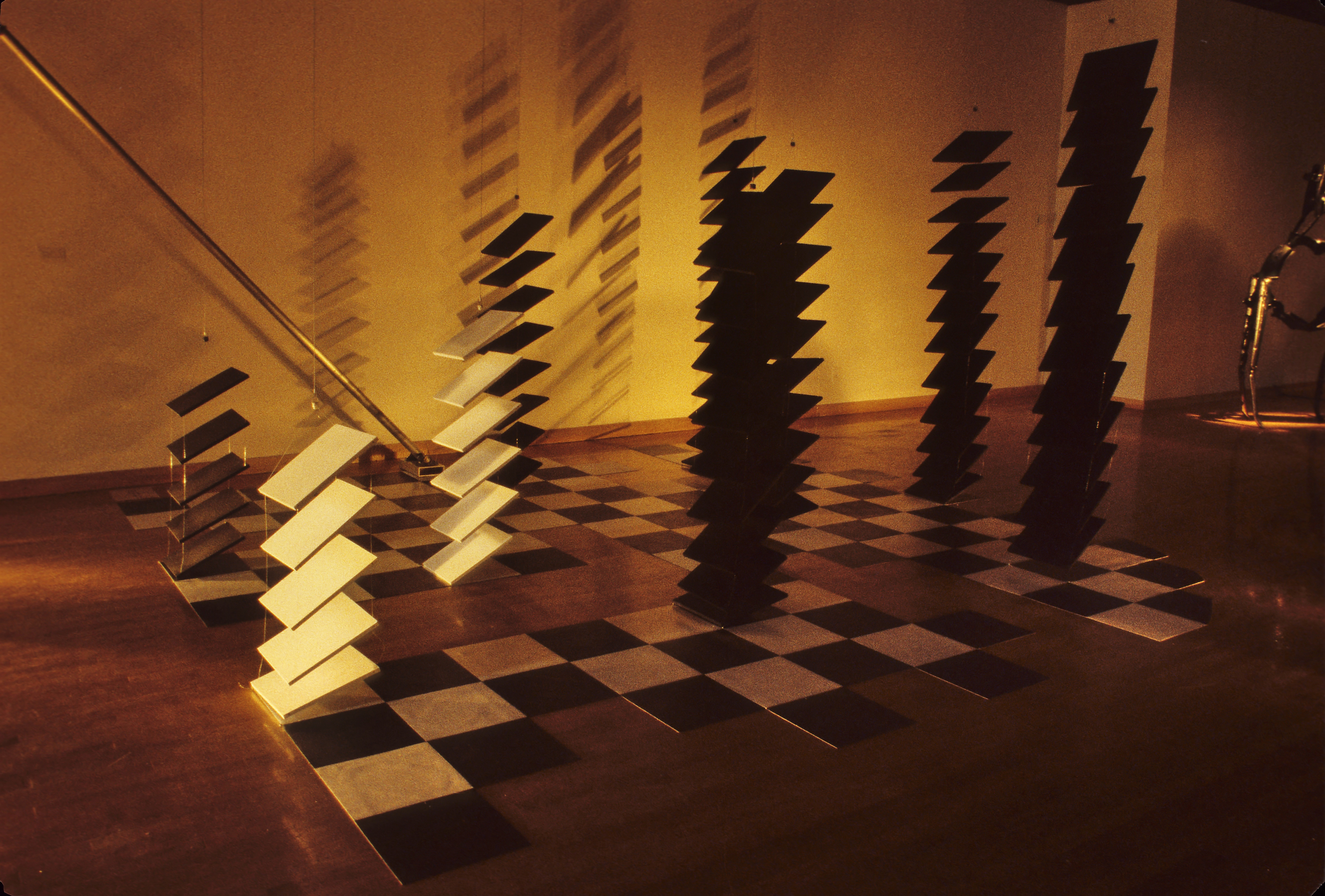
Non-Lieu, Maison de la culture Côte-des-Neiges, Montréal, 1993
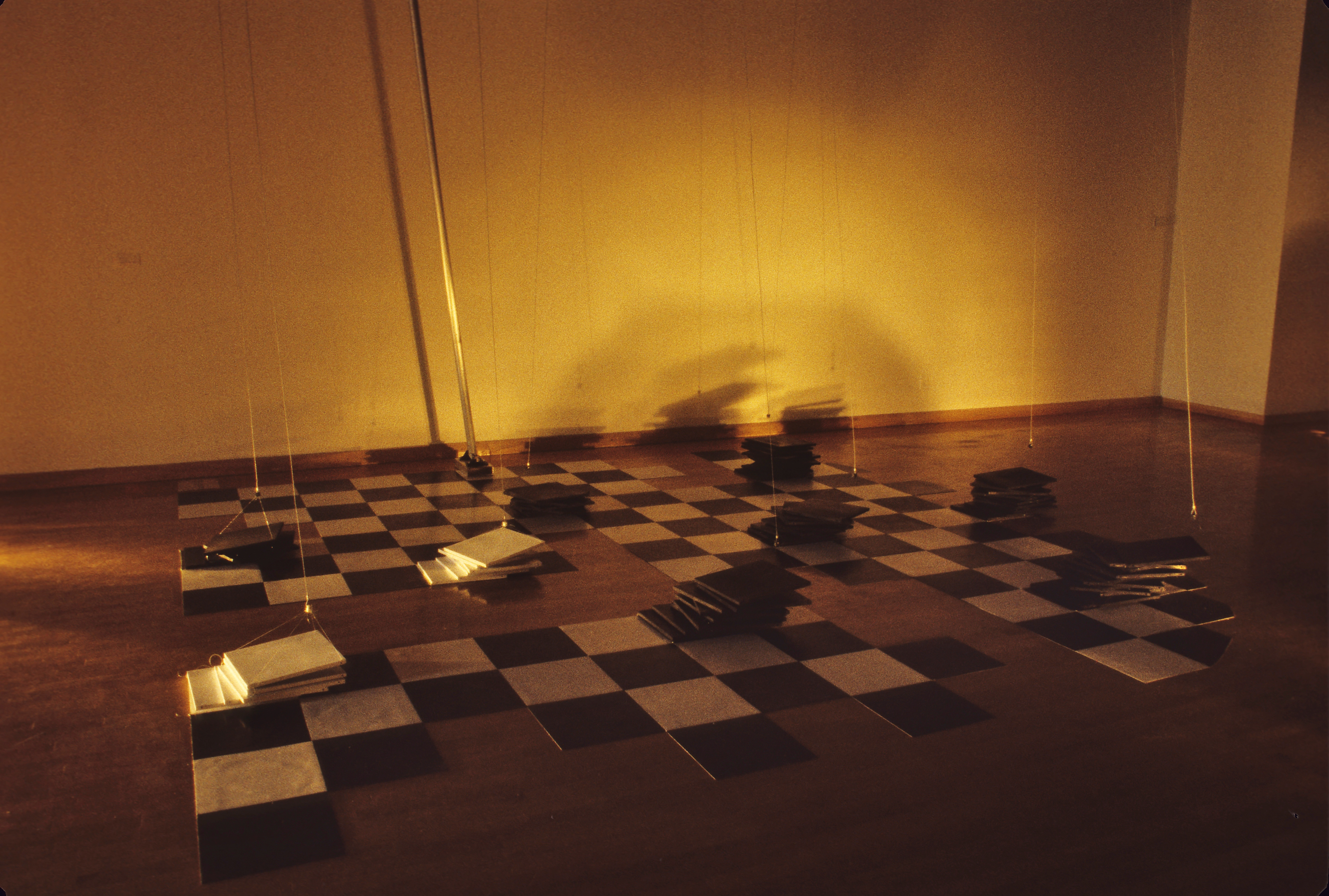
Non-Lieu, Maison de la culture Côte-des-Neiges, Montréal, 1993
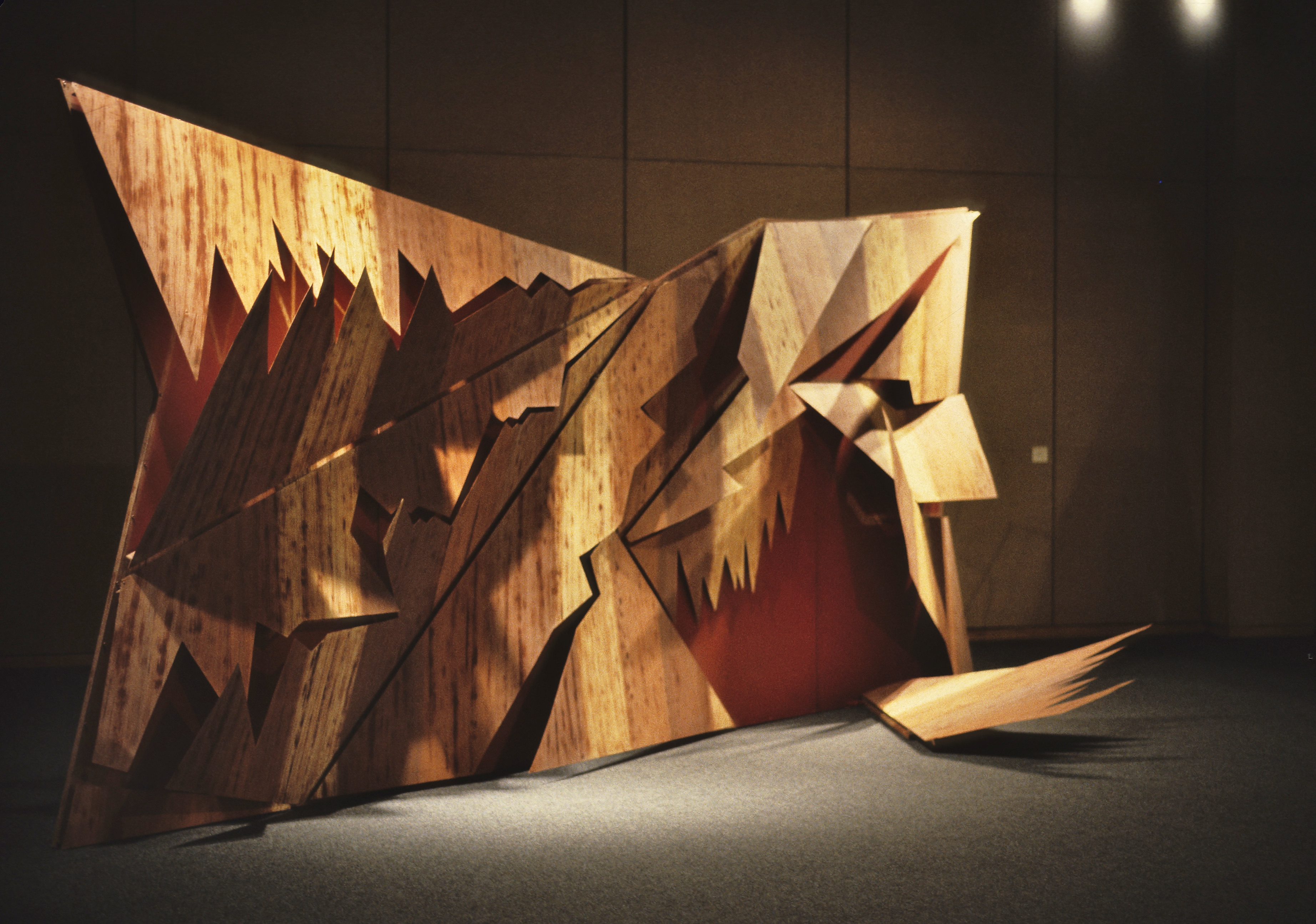
Déchirure, Galerie d'art Lavalin, Montréal, 1989

## Galerie art public

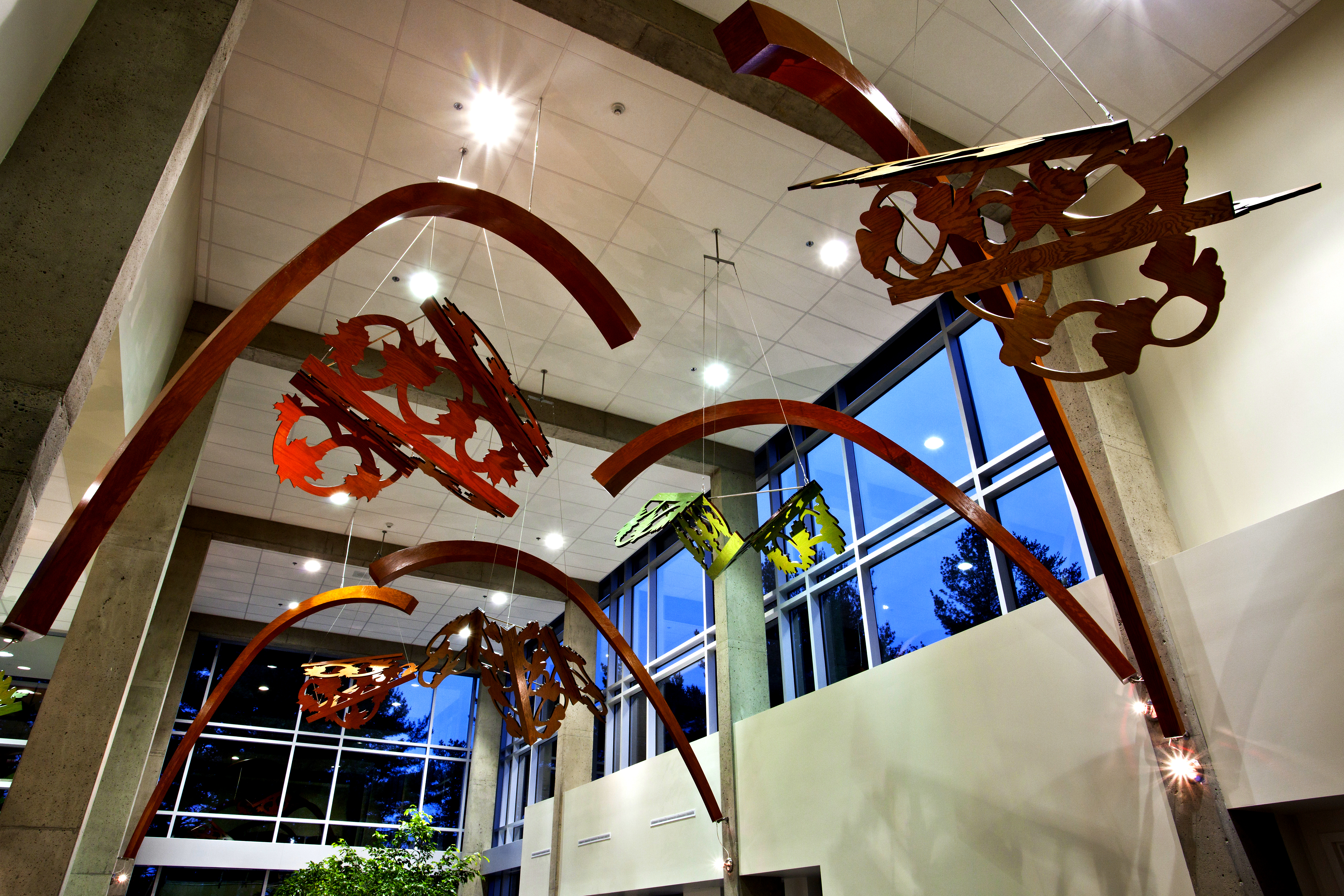
Cathédrale de verdure, Centre d'hébergement Roland-Leclerc, Trois-Rivières, 2011
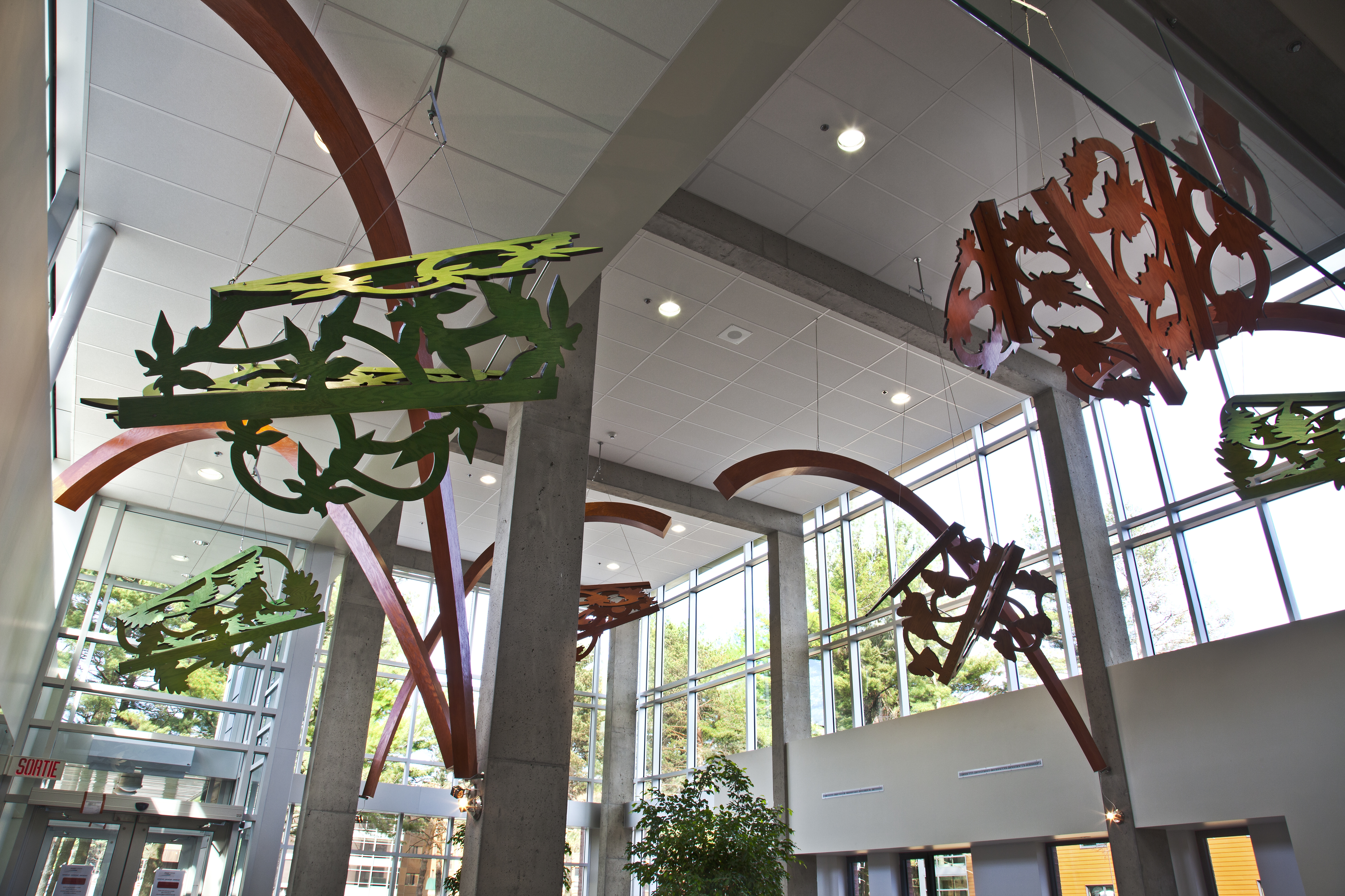
Cathédrale de verdure, Centre d'hébergement Roland-Leclerc, Trois-Rivières, 2011
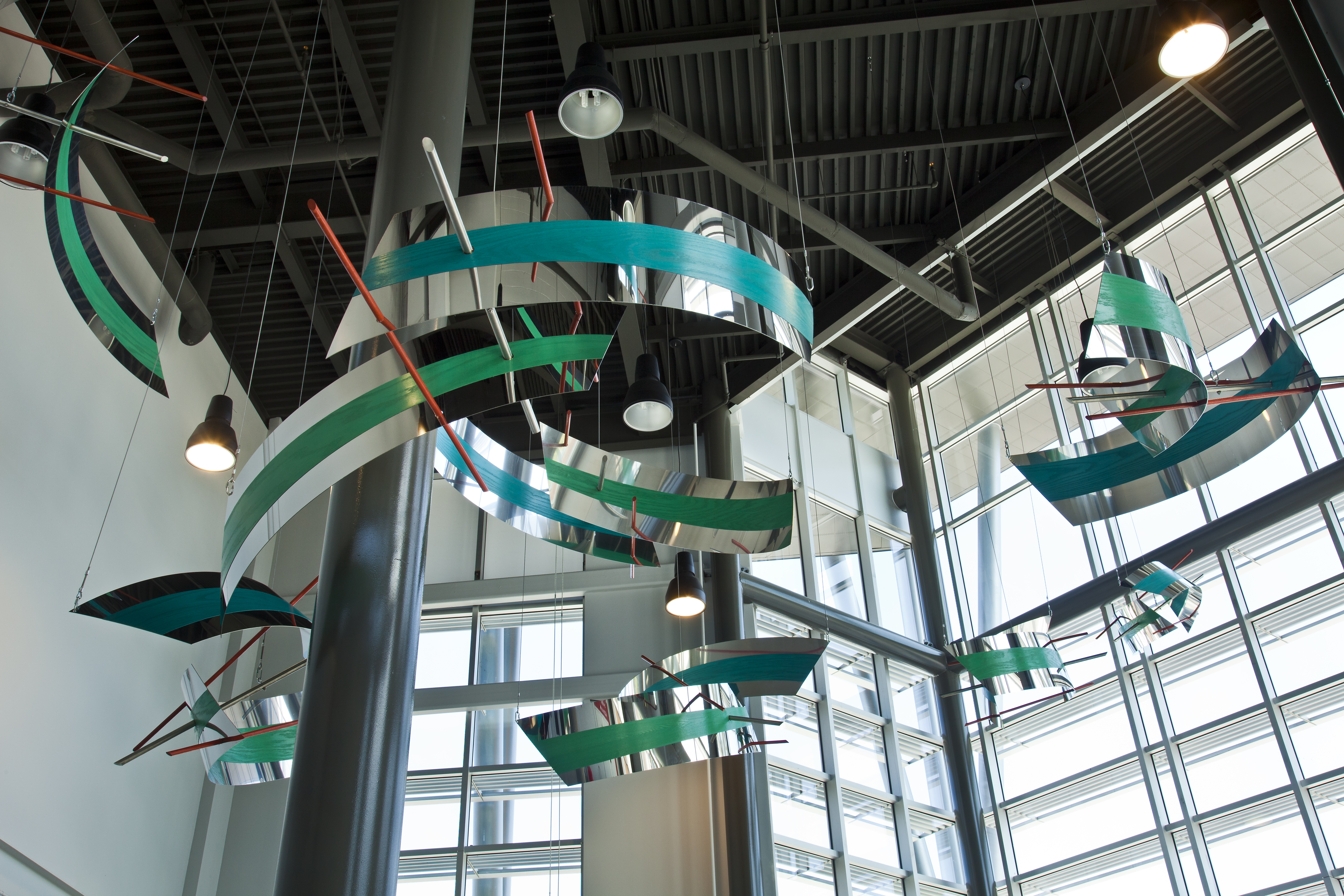
Vitesse en suspension, Aréna de Salaberry, Salaberry-de-Valleyfield, 2011
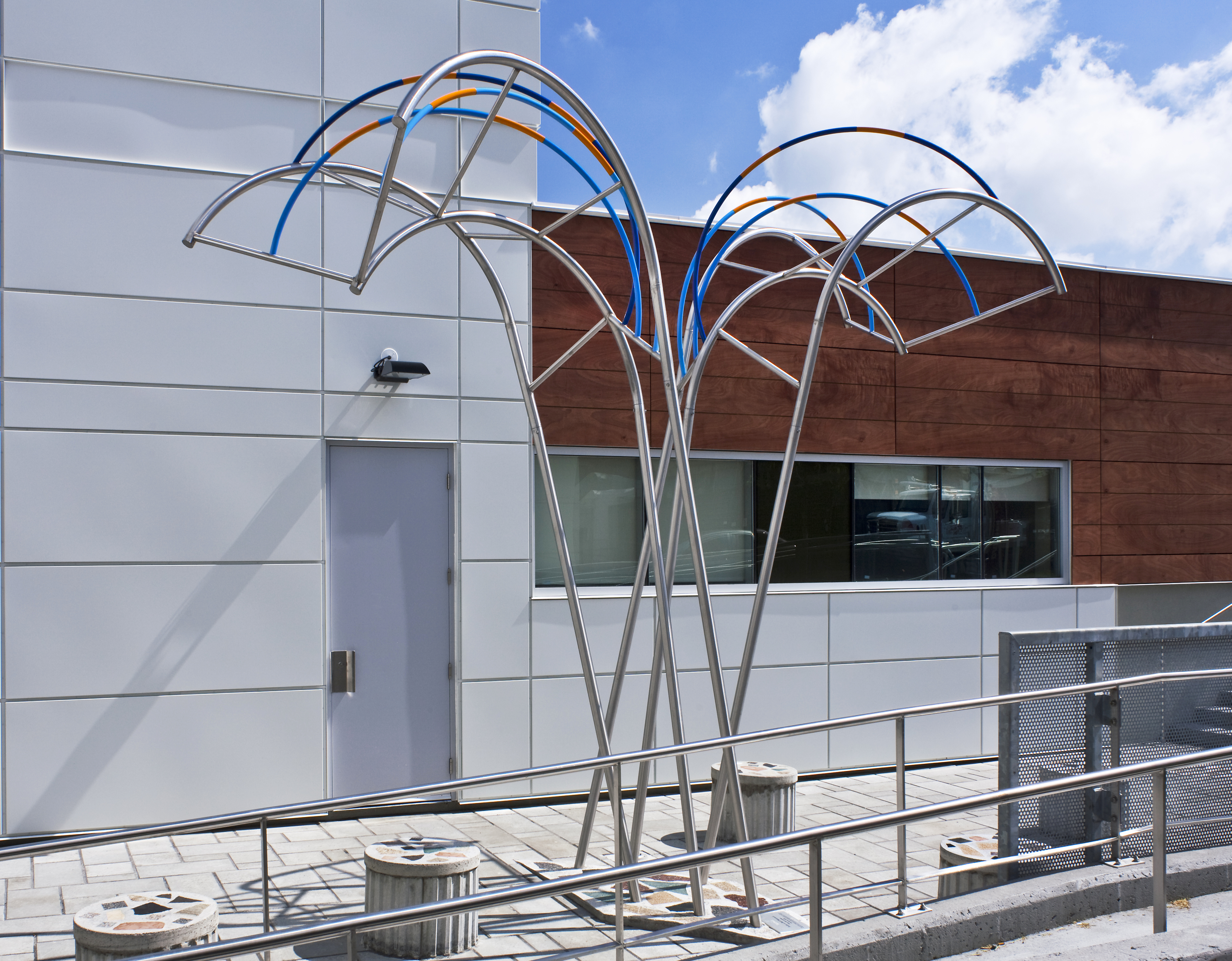
Sous les arches, Hôpital de Granby, Granby, 2009
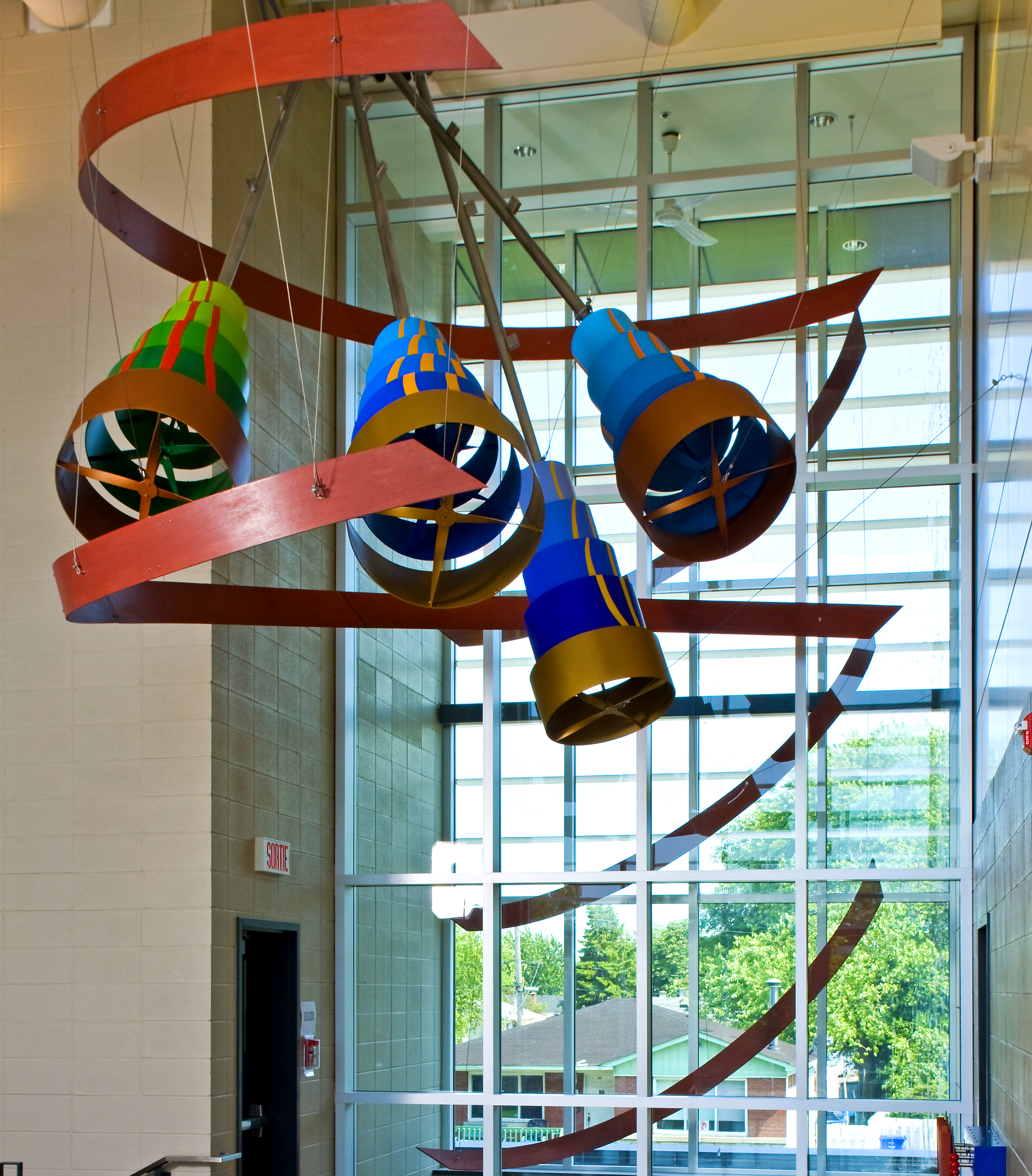
Impulsion, École régionale du Vent-Nouveau, Longueuil, 2008
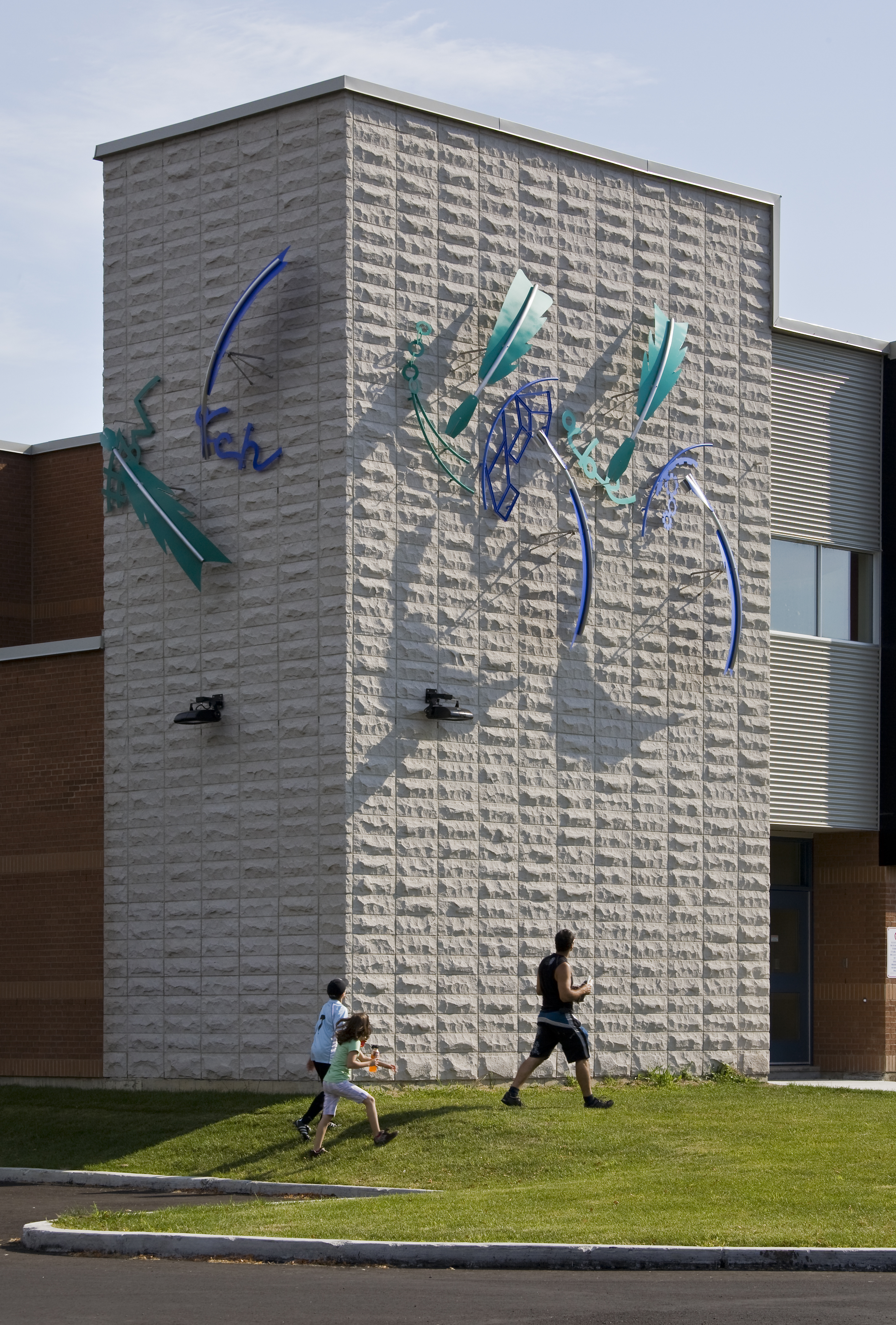
Le souffle de l'avenir, Centre de formation Nova, Châteauguay, 2008
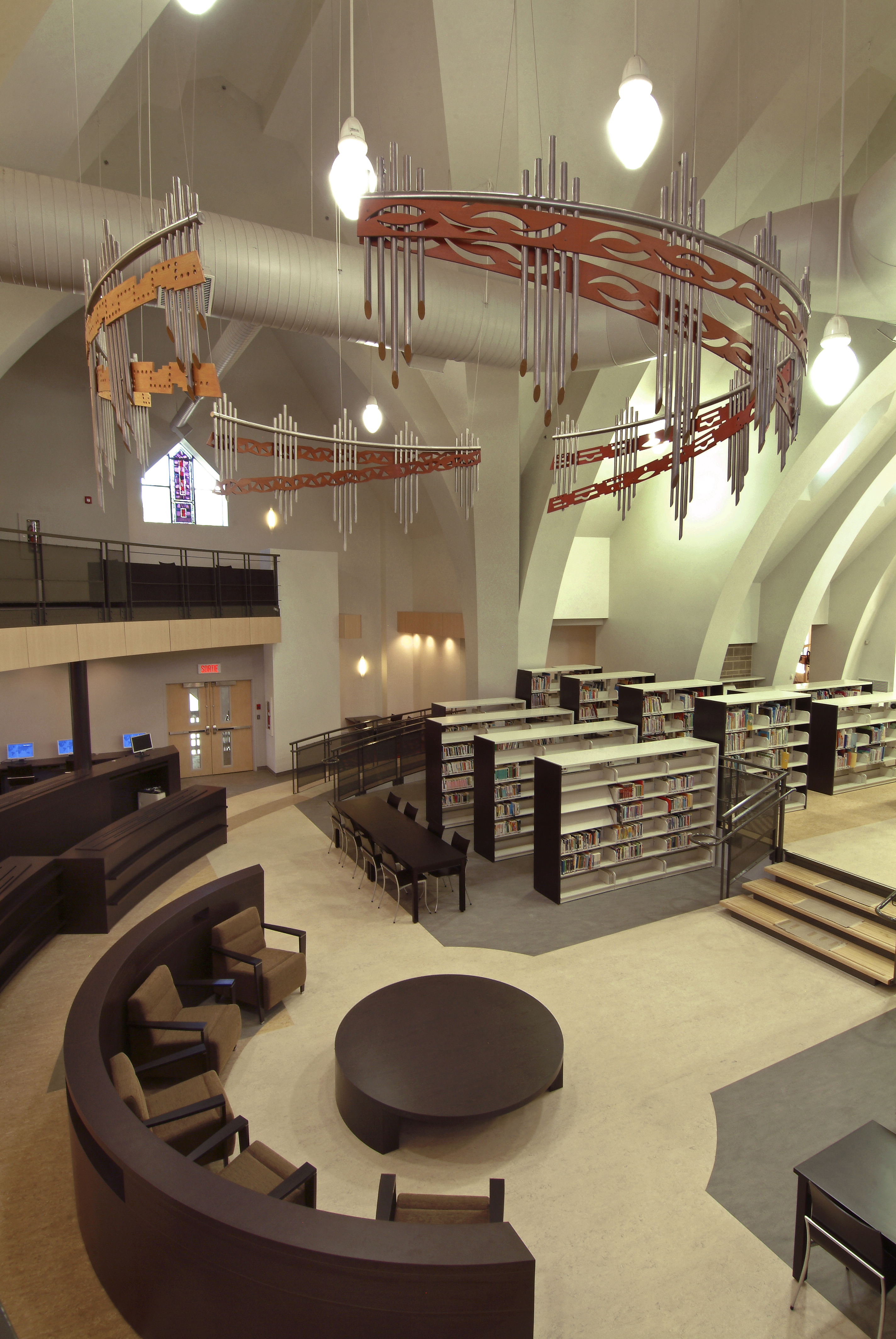
Entre partition et manuscrit, Bibliothèque Rina-Lasnier, Joliette, 2007
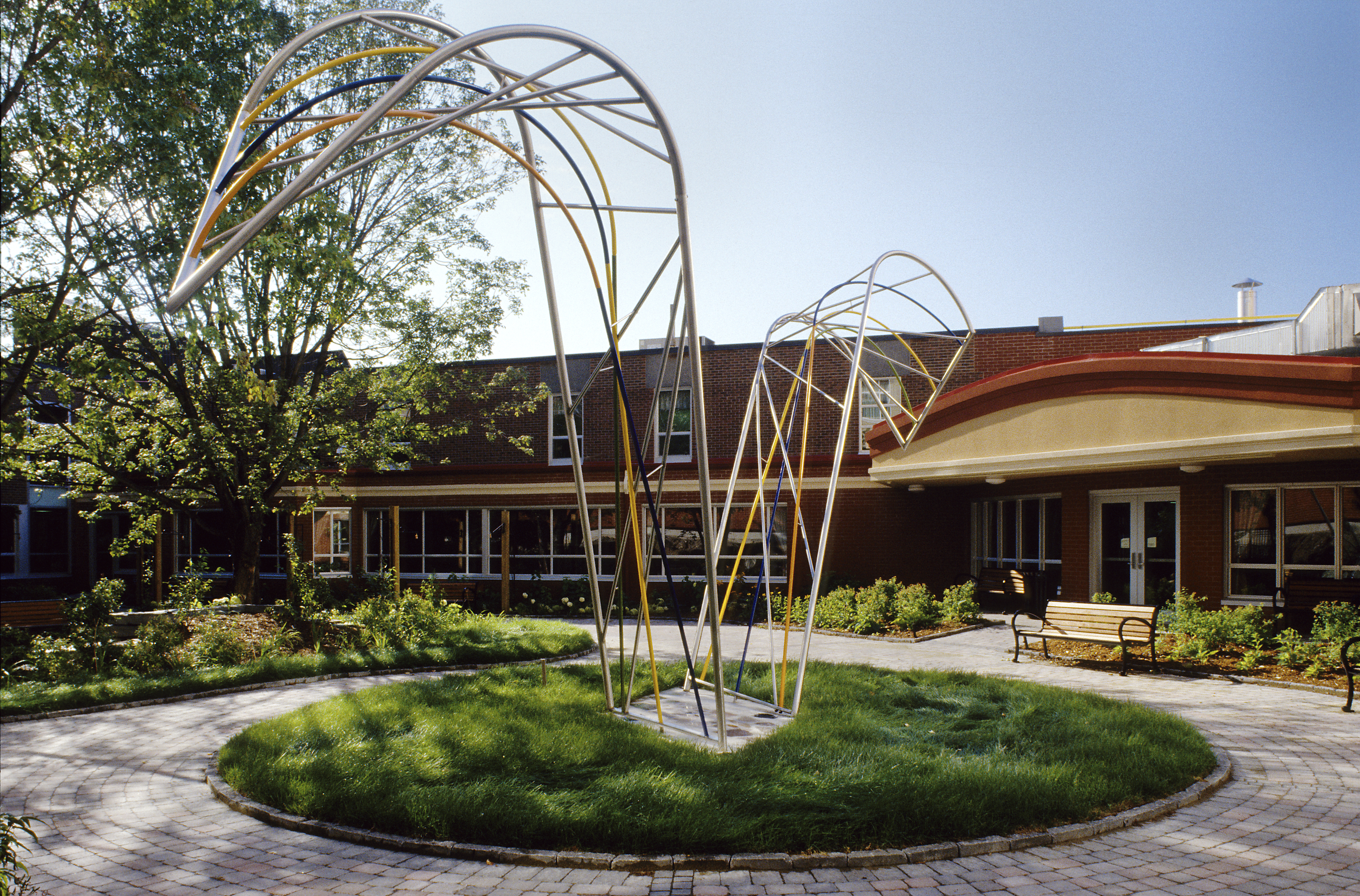
De la mémoire à l'envol, Centre d'hébergement Maison Pie XII, Rouyn-Noranda, 2006
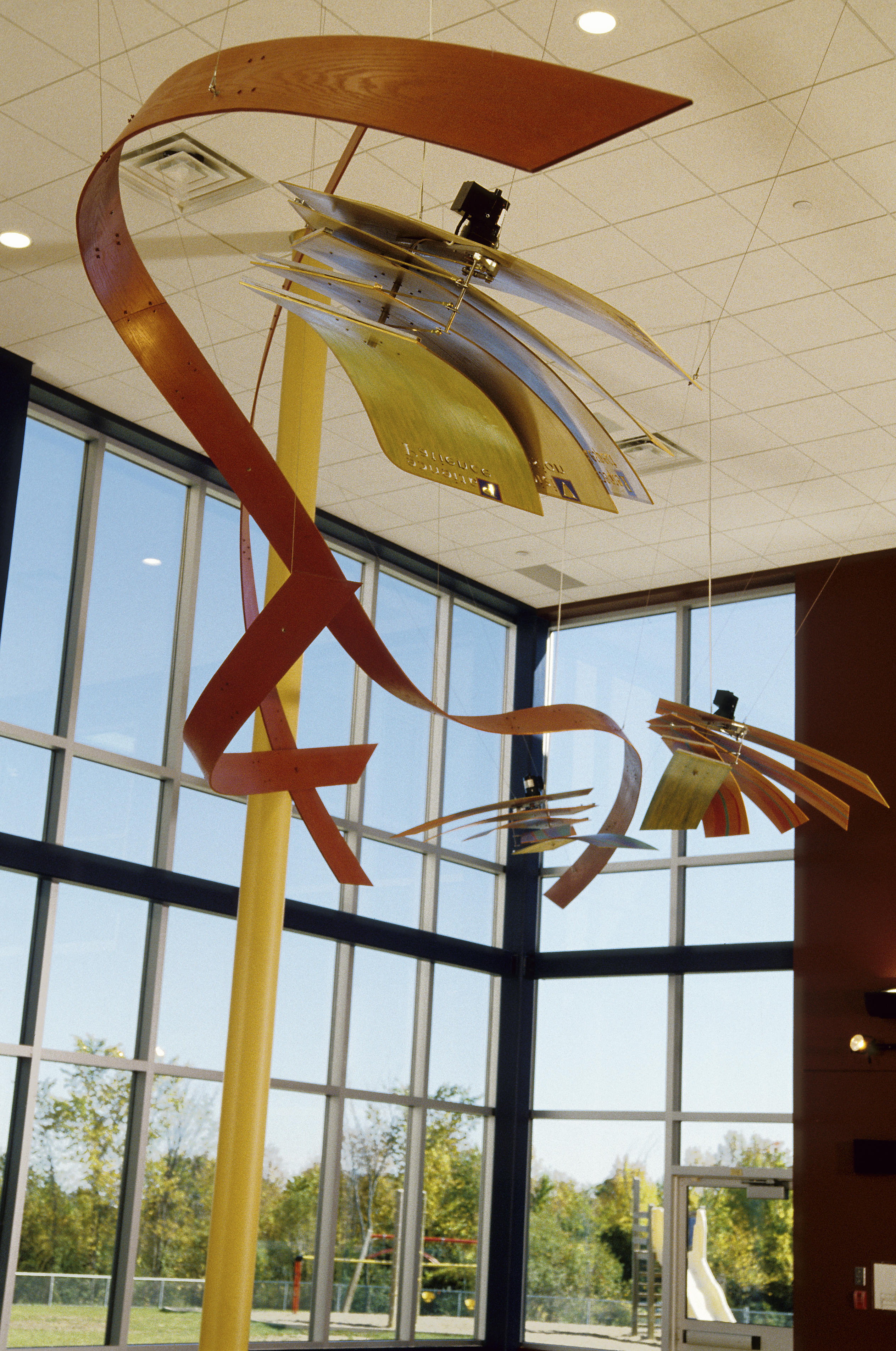
Intangible passage, École primaire Symmes, Gatineau, 2004
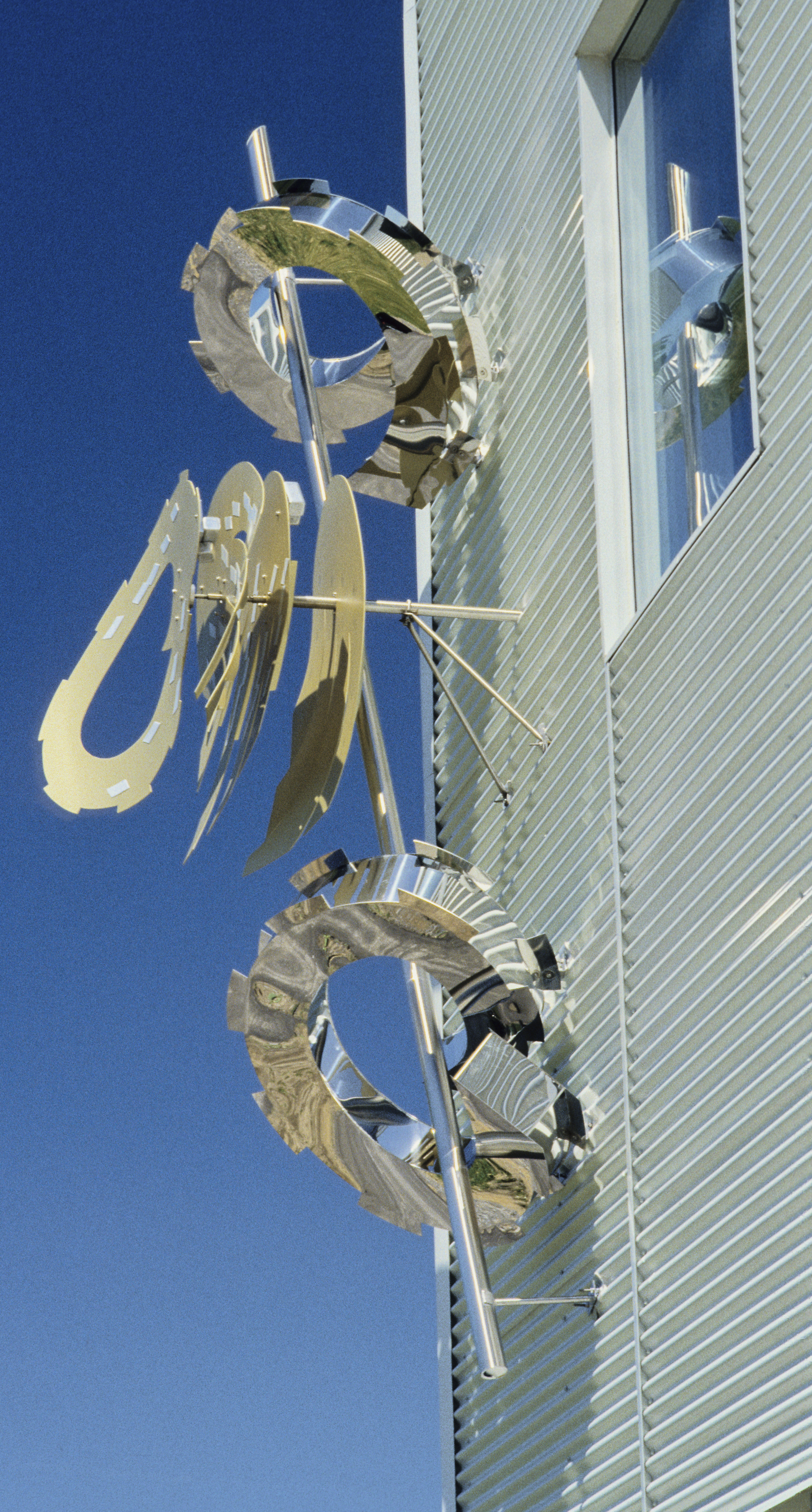
Spirale technologique, Centre de formation professionnelle de Lachine, Lachine, 2004
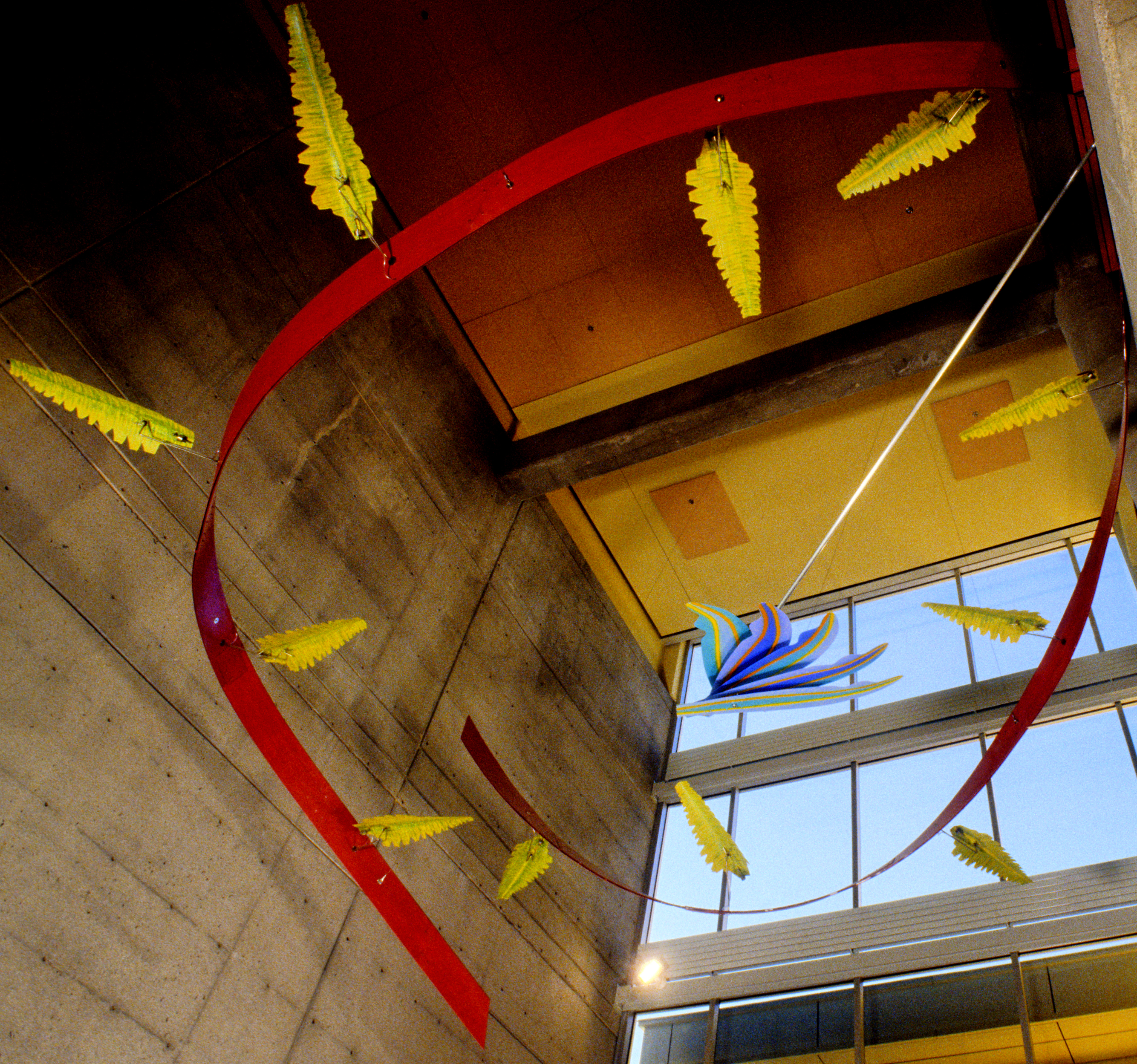
L'Éveil, CHUQ – Centre Mère-enfant, Québec, 2003
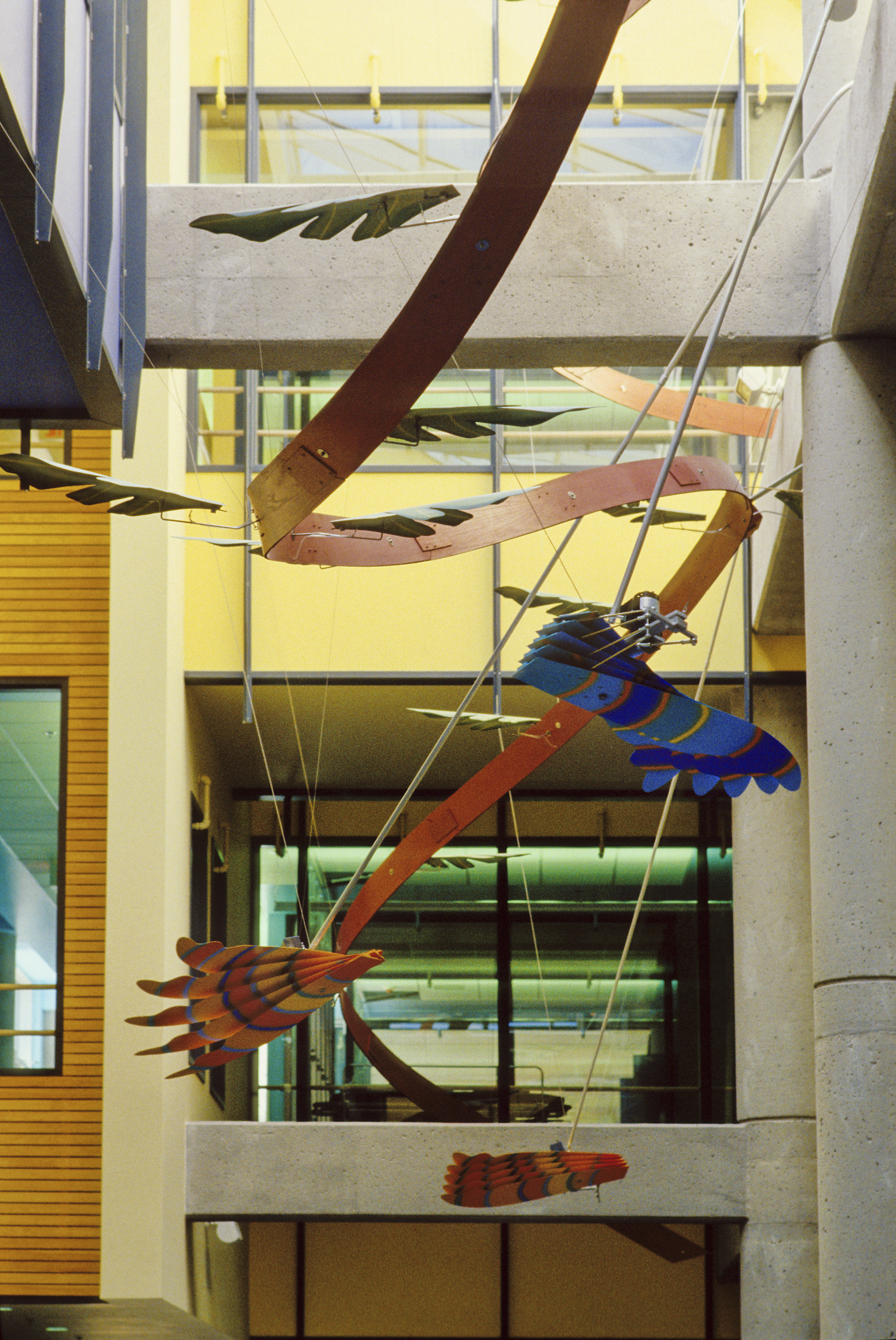
L'Éveil, CHUQ – Centre Mère-enfant, Québec, 2003
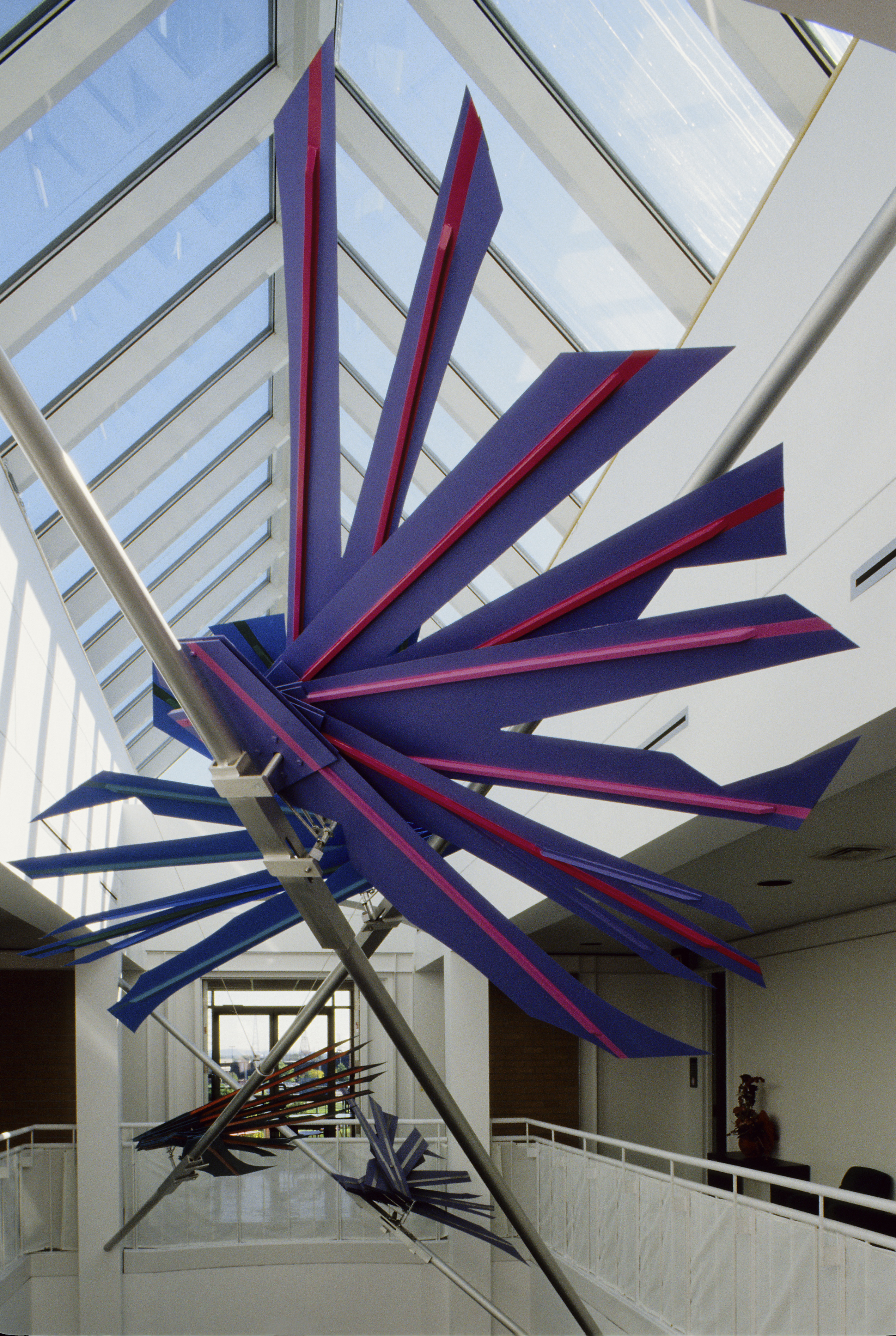
Trajectoires, Centre de recherche Fernand-Séguin, Montréal, 1992
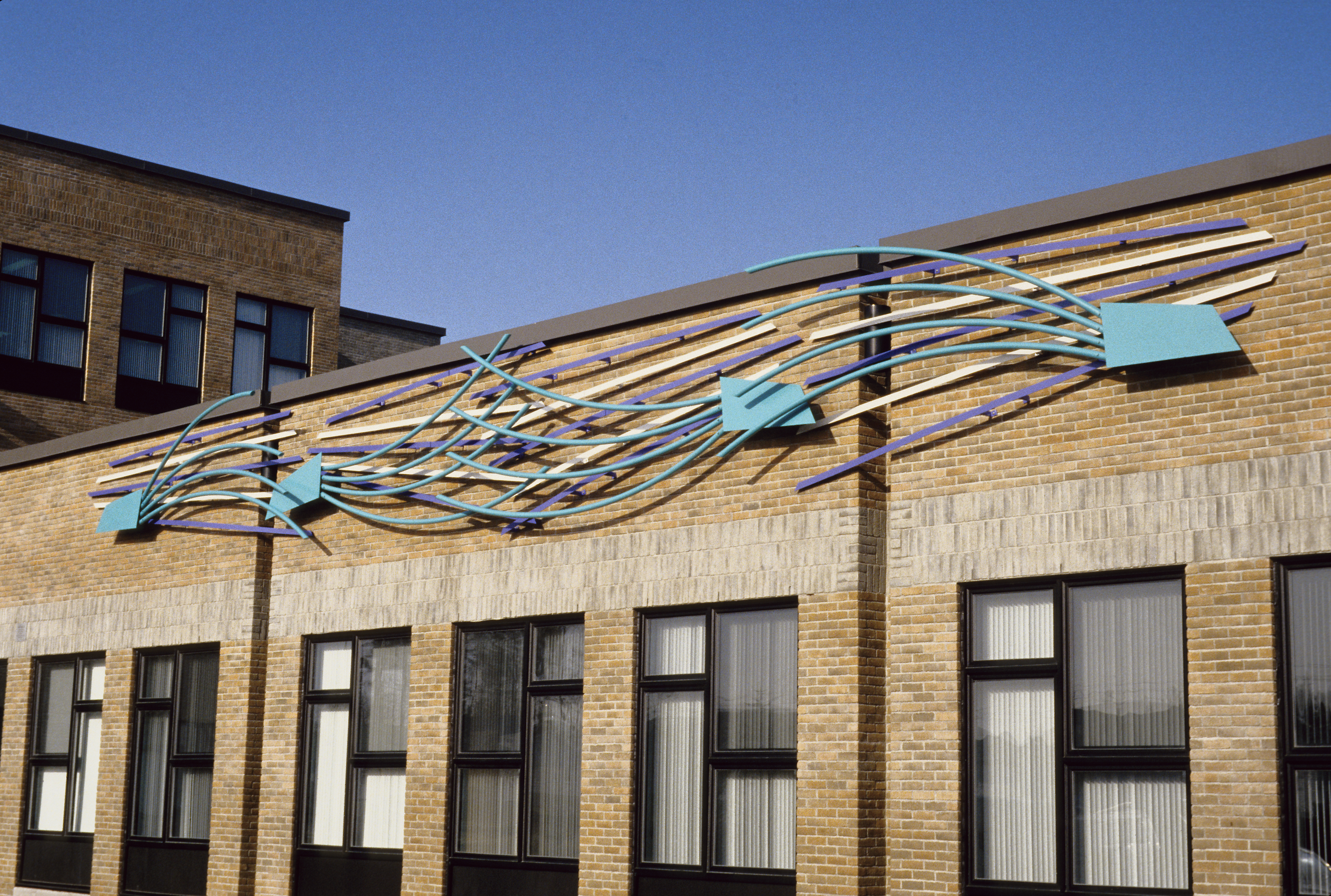
Interférences, École du Geai-Bleu, La Plaine (Québec), 1992
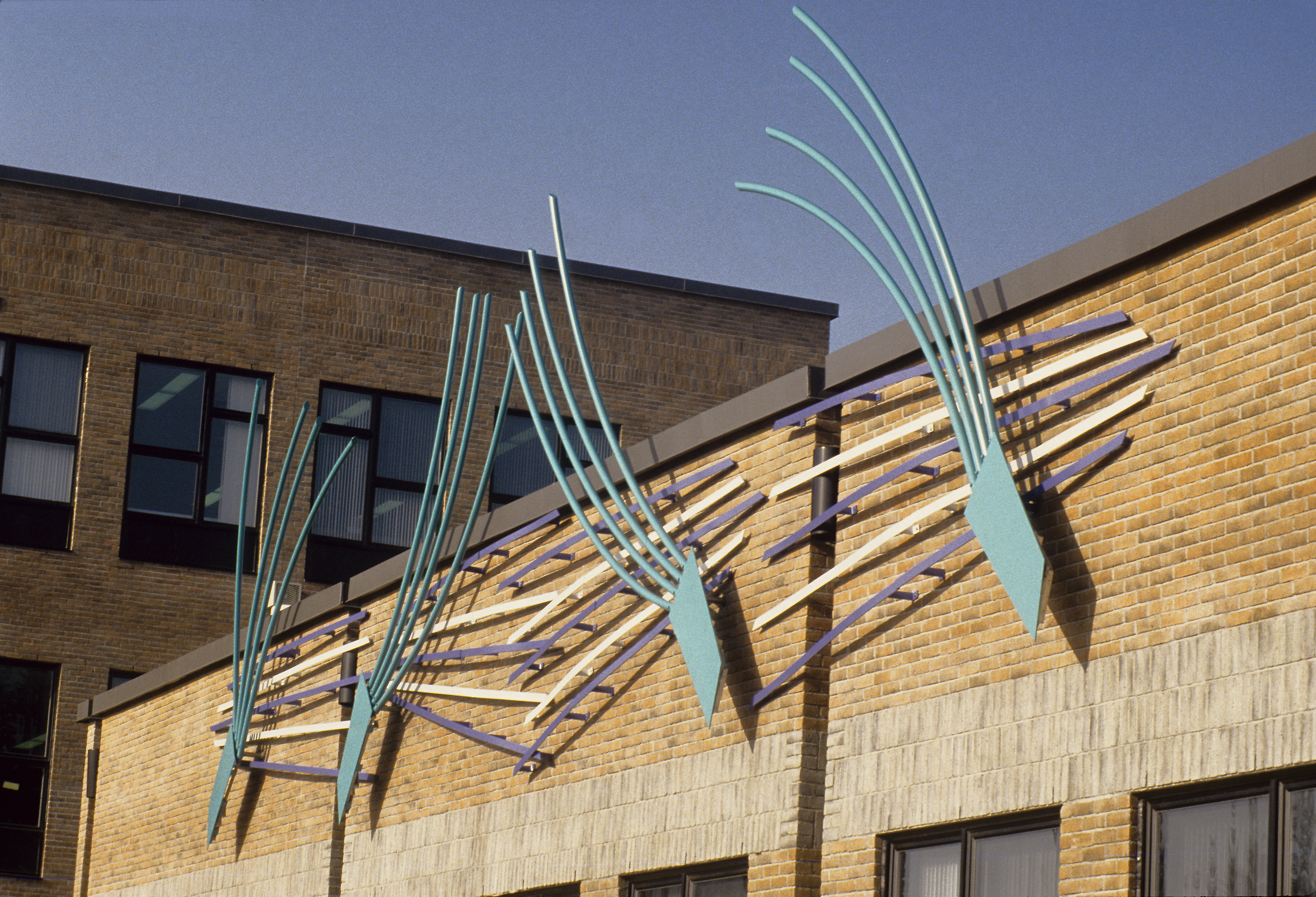
Interférences, École du Geai-Bleu, La Plaine (Québec), 1992
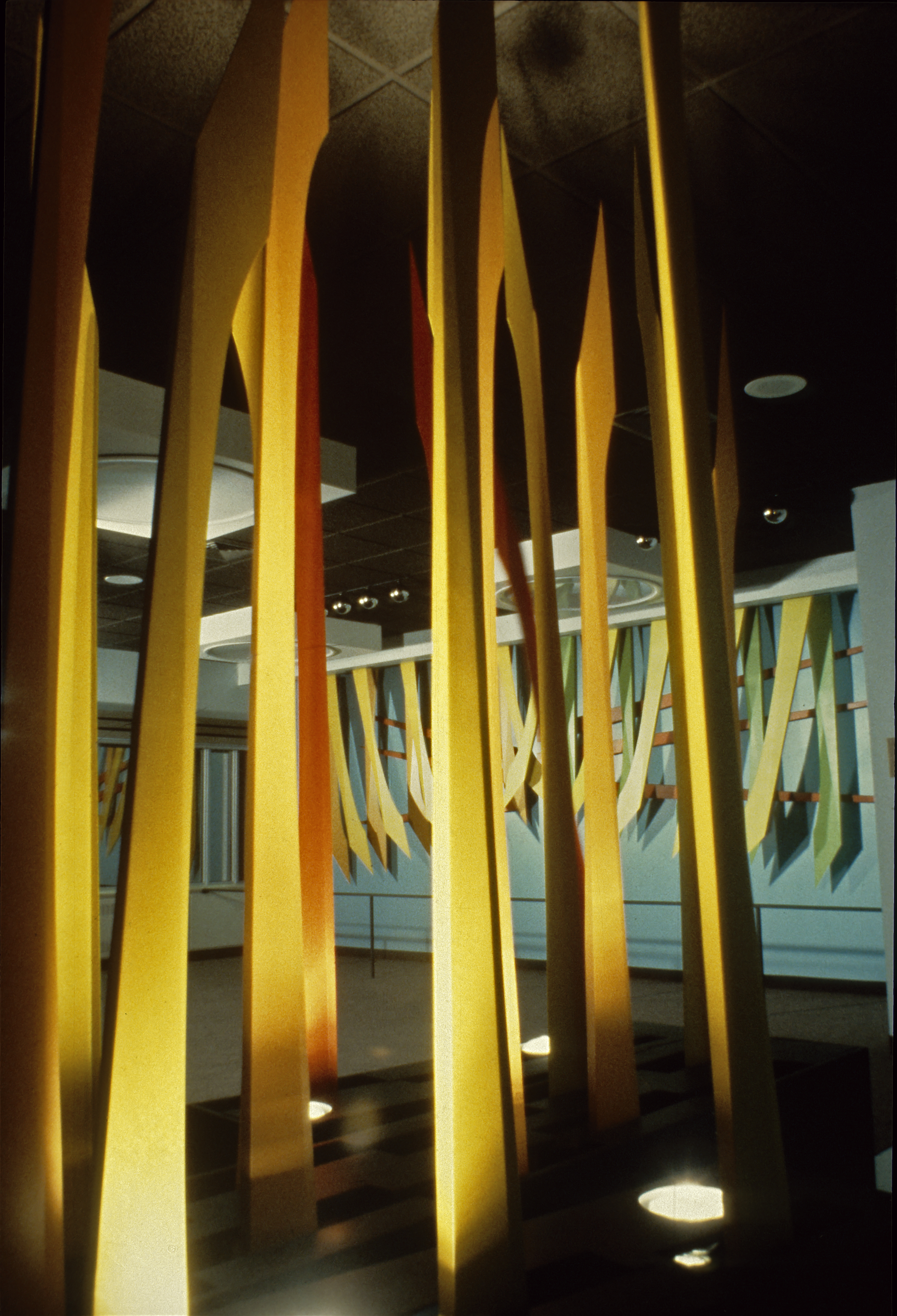
Jeux d’herbes, Centre régional hospitalier de Gatineau, Gatineau, 1983

## Expositions individuelles
- 1981, Centre d'exposition l'Imagier, Aylmer.
- 1982, Édifice Jos-Montferrand, Gatineau.
- 1988, Galerie Port-Maurice, Saint-Léonard.
- 1989, Musée régional de Rimouski, Rimouski.
- 1990, Centre d'exposition l'Imagier, Aylmer.
- 1990, Musée de Lachine, Lachine.
- 1991, Centre des arts contemporains du Québec, Montréal.
- 1991, Musée Pierre-Boucher, Trois-Rivières.
- 1991, Musée du Bas-Saint-Laurent, Rivière-du-Loup.
- 1991, Saint Mary's University Art Gallery, Halifax, Nouvelle-Écosse.
- 1992, Trajectoires, Auditorium Bell, Montréal.
- 1992, Institut Goethe, Montréal.
- 1993, Galerie Horace, Sherbrooke.
- 1993, Maison de la culture Frontenac, Montréal.
- 1994, Galerie d'art de Matane, Matane.
- 1995, Galerie Occurrence, Montréal.
- 1996, A SPACE Gallery, Toronto, Ontario.
- 1996, Observatoire 4, Édifice Belgo, Montréal.
- 1997, Glendon Art Gallery, York University, Toronto, Ontario.
- 1998, Definitively Superior Gallery, Thunder Bay, Ontario.
- 1998, Hamilton Artists Inc., Hamilton, Ontario.
- 1999, Observatoire 4, Édifice Belgo, Montréal.
- 1999, The New Gallery, Calgary, Alberta.
- 2000, Galerie des arts visuel, Université Laval, Québec.
- 2000, Plein Sud, Centre d'exposition en art actuel, Longueuil.
- 2000, Forest City, London, Ontario.
- 2001, Maison de la culture Frontenac, Montréal.
- 2002, Musée d'art contemporain des Laurentides, Saint-Jérôme.
- 2003, Galerie d'art de l'Université du Québec à Trois-Rivières, Trois-Rivières.
- 2009, Camaïeu d'ombres, Galerie d'art d'Outremont, Montréal.
- 2011, Ombres sous tension, Galerie Circa, Montréal.
- 2013, Camaïeu d'ombres, Galerie de l'Université de Sherbrooke, Sherbrooke.
- 2013, Traquenard, Maison de la culture Côtes-des-Neiges, Montréal.

## Expositions collectives
- 1986, Centre d'exposition de Nîmes, France.
- 1986, Délégation générale du Québec à Paris, Québec en 3D, Paris, Cannes, Lyon, France.
- 1986, La Chartreuse, Villeneuve-lez-Avignon, France.
- 1986, Palais des congrès de Montréal, Salon national des galeries d'art, Montréal.
- 1987, Centre Georges-Pompidou, Les machines sentimentales, Paris, France.
- 1987, Espace Austerlitz, Paris, France.
- 1987, Théâtre de Caen, Caen, France.
- 1988, Galerie Espace, Solidarité, Montréal.
- 1988, Galerie Daniel, Choix de professeurs, Montréal.
- 1989, Art Expo, New York, États Unis.
- 1989, Galerie d'art Lavalin, Artluminium, Montréal.
- 1989, Galerie Daniel, Sculpture 89, Montréal.
- 1989, Galerie Leo Kamen, Sculpture : Six artists from Quebec, Toronto.
- 1990, Maison de la culture Mercier, Dans dix ans, l'an 2000, Montréal.
- 1990, Maison de la culture Frontenac, Déplacement, Montréal.
- 1991, Maison du Meunier, Destination : le temps, Montréal.
- 1992, Maison de la culture du Plateau-Mont-Royal, Le Nouveau Monde, Montréal.
- 1993, Maison de la culture de Côte-des-Neiges, Champs magnétiques, Montréal.
- 1994,	Au 460 Ste-Catherine O., Présence artistique suisse au Québec, Montréal.
- 1994, Observatoire 4, Article premier, Édifice Belgo, Montréal.
- 1997, Galerie Samuel Lallouz, Montréal.
- 1997, Galerie Occurrence, Espaces disséminés, Montréal.
- 1999, Glendon Gallery, A look back, Commemorative project, 1990-98, Toronto.
- 1999, Passart, Rouyn-Noranda.
- 2002, ArtCanal, Exposition nationale suisse de 2002, Canal de la Thielle, Suisse.
- 2004, Le Centre régional d'art contemporain de Montpellier, La sculpture contemporaine au Québec, Montpellier, Québec.
- 2007, Galerie Joyce Yahouda, Espace 1987-2007, Montréal.
- 2008, Cégep du Vieux Montréal, Topographie, Montréal.
- 2009, Galerie d'art d'Outremont, 15e anniversaire, Montréal.
- 2010, Galerie d'art de l'Université du Québec à Trois-Rivières.
- 2011, Galerie Circa, Montréal.

## Art public
- 1981, Palais des congrès de Gatineau, Gatineau, 35 m x 25 m.
- 1983, Centre hospitalier régional de Gatineau, Gatineau, 16 m x 4,50 m x 3 m.
- 1985, Bibliothèque Lucien-Lalonde, Gatineau, 9 m x 9 m x 5 m.
- 1986, Piscine de Saint-Léonard, sculpture-pilier, 3 m x 61 cm x 61 cm.
- 1986, CLSC Centre-Sud, Montréal, 6 m x 3 m x 5 m.
- 1990, Bibliothèque de Pierrefonds, murale extérieure, 8 m x 6 m.
- 1992, Centre de recherche Fernand-Seguin, Montréal, 8 m x 4 m x 5 m.
- 1992, École Geai-Bleu, murale extérieure, La Plaine (Québec), 25 m x 9 m.
- 1995, Parc Marie-Victorin, Longueuil, sculpture extérieure, 4,40 m x 3 m x 2,40 m.
- 2000, C.P.F. de Mont-Laurier, Mont-Laurier, 8,40 m x 6,45 m x 3,75 m.
- 2002, Canal de la Thielle, Parc de sculptures, Suisse.
- 2002, École Pierre-Elliot-Trudeau, Vaudreuil, 10 m x 7,20 m x 3 m
- 2002, École Lambert-Closse, Saint-Léonard, murale extérieure, 9 m x 1,80 m.
- 2003, CHUQ Centre mère-enfant, Québec, 63 m x 8 m x 14 m.
- 2004, Centre de formation professionnel de Lachine, Lachine, 6 m x 4 m.
- 2004, École des métiers du meuble de Montréal, Montréal, 5,70 m x 2,85 m.
- 2004, Junior High School Symmes, Gatineau, 10 m x 6 m x 2 m.
- 2004, École secondaire Jean-Jacques-Rousseau, Boisbriand, 15 m x 8 m x 3 m.
- 2005, École Saint-Grégoire-le-Grand, sculpture extérieure, Montréal, 3,50 m x 1,80 m.
- 2006, Centre d’hébergement Maison-Pie-XII, Rouyn-Noranda, 6 m x 1,25 m x 5 m.
- 2007, Bibliothèque Rina-Lasnier, Joliette, 5 m x 1,5 m.
- 2008, Centre de formation Nova, Châteauguay, 9 m x 8 m x 5,3 m.
- 2008, École régionale du Vent-Nouveau, Longueuil, 9 m x 9 m x 3,80 m.
- 2009, Centre hospitalier de Granby, sculpture extérieure, Granby, 5 m x 3,2 m x 4 m.
- 2011, Aréna de Salaberry, murale 3,6 m x 4 m ; sculpture suspendue, Salaberry, 18,8 m x 10,6 m x 11 m
- 2011, Centre d'hébergement Roland-Leclerc, sculpture suspendue, Trois-Rivières, 26 m x 12 m x 9 m.

## Publications
- 1984, Traînée rouge dans un soleil de lait», recueil de poésie, Éditions Naaman, Sherbrooke, 58 p.,  (ISBN 9782890402973).
- 1987, Le ressac des ombres, roman, Éditions de l'Hexagone, Montréal, 177 p.
- 2005, Incompréhension du droit d'auteur : aberrations et dérives, Espace no 73, avec traduction anglaise, p. 8 à 14,
- 2007, L'installation en mouvement Une esthétique de la violence, essai, Les Éditions d'art Le Sabord, Trois-Rivières, 237 p.,  (ISBN 978-2-922685-47-3).